# Supermarine Spitfire: operationel historie
Supermarine Spitfire, det eneste britiske jagerfly der blev produceret før, under og efter 2.verdenskrig, var designet som en kortdistance jager og beregnet til af forsvare UK imod bomberangreb, og opnåede nærmest legendarisk status efter at have udfyldt sin rolle under Slaget om England. Ifølge flyver-esset J.E. "Johnnie" Johnson var den krigens bedste konventionelle forsvarsjager.
Jageren blev videreudviklet til et multi-rolle fly, i stand til at operere under vidt forskellige vilkår. For eksempel var det Spitfire der blev en af pionererne i rollen som ubevæbnet fotorekognosceringsfly ("Photo Reconnaissance", P.R.) der unddrog sig opdagelse og angreb ved hjælp af høj fart og stor flyvehøjde.
Efter krigen fortsatte Spitfire med at tjene, både som primært jagerfly og i sekundære roller, for adskillige luftvåben (heriblandt det Danske) godt ind i 1950'erne. De sidste offensive sorties fløjet af RAF Spitfires blev fløjet af Mk.XVIII tilhørende 60. Esk. over Malaya den 1. januar 1951.

## Tidlig RAF tjeneste

### Spøgelseskrigen
Den første Spitfire I der trådte i tjeneste ved RAF ankom til 19. Eskadrille på flyvestation Duxford den 4. August 1938, og i løbet af de næste stykke tid blev der afleveret et fly om ugen til 19. og 66. Esk. (også baseret på Duxford). De næste til at få jageren var 41. Esk. baseret på RAF Catterick, efterfulgt af eskadrillerne baseret på RAF Hornchurch i Essex. Offentligheden så første gang Spitfire i RAFs farver under airshowet "Empire Air Day" den 20. maj 1939 på Duxford. Under showet udmærkede en pilot sig ved at mavelande sit fly efter at have glemt at sænke understellet (det var de færreste fly der dengang havde optrækkeligt understel) og fik en bøde på £5 af luftfartsministeriet. Ved 2.verdenskrigs udbrud var der 306 stk. Spitfires i tjeneste ved RAF, 71 stk. i reserve og der var afgivet ordrer på yderligere 2.000 stk. - og 36 fly var blevet afskrevet efter havarier.
Under en hændelse med egenbeskydning den 6. september 1939, i en hændelse der blev kendt som "Battle of Barking Creek" ("Slaget om Barking Creek"), blev to Hawker Hurricanes tilhørende 56. Esk. skudt ned af Spitfires fra 74. Esk. over floden Medway i Kent. Den ene Hurricane pilot, P/O Montague Leslie Hulton-Harrop, blev dermed den første britiske pilot der blev dræbt under 2.versenskrig. Som en konsekvens af dette blev udviklingen og produktionen af IFF udstyr til RAF givet en meget høj prioritet.
Den 16. oktober 1939 trådte Spitfire første gang an imod Luftwaffe da tre fly fra 602. Esk. og tre fra 603. Esk. opfangede ni Junkers Ju 88 fra 1./KG30, ført af Hauptmann Helmuth Pohle, over Rosyth under forsøget på at angribe krydserne HMS Southampton og HMS Edinburgh i Firth of Forth. To Ju 88 blev skudt ned, og en tredje svært beskadiget.

### Vesteuropa
Den første Spitfire operation over Vesteuropa fandt sted den 13. maj 1940, under Slaget om Holland. Tyske luftbårne styrker var blevet låst fast af den Hollandske hær under Slaget om Haag. RAF Fighter Command sendte Spitfires fra 66. Esk. for at eskortere Defiants fra 264. Esk. for at give hollænderne luftstøtte. De mødte et antal Junkers Ju 87 fra IV(St)./Lehrgeschwader 1 (LG 1) og skød fire af dem ned. Herefter blev de opfanget af Bf 109 - jagere fra 5 Staffel Jagdgeschwader 26 (JG 26), som nedskød fem Defiants og en Spitfire imod tabet af en Bf 109.
Den 23. maj 1940 blev Spitfires fra 54. Esk. de første der nedskød en Bf 109. Det skete over Calais Marck flyvepladsen, ved kysten af Nordfrankrig. Den første nedskydning bliver normalt tilskrevet enten Flying Officer Alan Deere som skød to ned (andre kilder siger en nedskudt plus en sandsynlig), eller Flg. Off. "Johnny" Allen som skød én ned.
I denne periode gik 67 Spitfires tabt over Frankrig, de fleste af dem under forsøget på at forhindre Luftwaffe i at bombe evakueringsstrandene ved Dunkerque. Air Vice Marshal Hugh Dowding insisterede på at Spitfires fra Fighter Command skulle forblive baseret i UK, men fra sidst i 1939 var der tidlige versioner af fotorekognoscerings-Spitfires tilhørende "No 2 Camouflage Unit" som opererede fra Seclin i Frankrig. Disse fly opsamlede luftfotos af tyske forsvarsværker og byer. Igennem hele 2.verdenskrig indsamlede foto-rekognoscerings Spitfires en konstant strøm af fotoefterretninger, og udfyldte dermed en rolle som var særdeles forskellig fra flyets oprindelige rolle som kortdistance interceptor-jager.

## Spitfire som natjager
Dokumentationen til specification F.10/35, som var skrevet 'rundt om' Spitfire, havde overskriften "Requirements for Single-engine Day and Night Fighter" ("Krav til enkelt-motoret dag- og natjager") og stipulerede at flyet skulle udstyres med "natflyvnings udstyr".
I overensstemmelse med disse krav blev Spitfire Mk.I, Mk.II, Mk.Va og Mk.Vb udstyret med en kraftig, optrækkelig landingsprojektør i hver vinge. De dorsale og ventrale identifikationslys kunne sende signaler i Morsekode; piloten havde en lille morsenøgle i cockpittet. I et forsøg på at skærme piloternes øjne fra de klart lysende udstødningsflammer, blev en del Spitfires udstyret med 'skyklapper' af letmetal, som far fastgjort til afdækningen over brændstoftanken. Pladerne kunne let fjernes.
Spitfire blev først benyttet som natjager i sommeren 1940: de mest succesfulde natkampe foregik natten mellem 18. og 19. juni '40, hvor Flt. Lt. "Sailor" Malan fra 74. Esk. nedskød to Heinkel He 111 tilhørende Kampfgeschwader 4, imens Flg. Off. John Petre og Flg. Off. George Ball fra 19.Esk. hver nedskød en He 111 fra KG 4. En uge senere, natten mellem 26./27. juni, nedskød Pilot Officers R. Smith og R. Marples fra 616.Esk. en He 111 fra KG 4; Flt. Lt. H. MacDonald fra 603.Esk. nedskød en He 111 fra KG 26, og endnu en He 111 fra KG 26 blev skudt ned af Flg. Off.s A. Johnstone fra 602. og J. Haig fra 603.Esk., muligvis assisteret af flak på jorden.
Selv om man fortsatte med at benytte Spitfire på natpatruljer, opnåede man aldrig igen den samme succes. Luftwaffe bombeflyene havde lært at flyve så højt at de ikke kunne belyses af søgelys. Natjagerene, hovedsageligt af typerne Mosquito eller Beaufighter, blev først for alvor effektive med fremkomsten af luftbåren radar.

## Slaget om England

### Overordnet
Slaget om England, som officielt startede 10. juli 1940 og sluttede 31. oktober, var den første store prøve for både Spitfire og for Fighter Command. Under Luftwaffes fortsatte angreb blev der lært værdifulde lektioner om Spitfirens evner og ulemper.
Spitfirens kampevne blev ofte sammenlignet med den fra Hawker Hurricane, som blev benyttet i større antal under den kritiske del af 1940. Hurricane havde tykke vinger af en sådan struktur at der let kunne monteres fire .303-inch (7,7mm) maskingeværer tæt sammen i hver vinge, med 334 skud pr. gevær. Det var langt mere kompliceret at montere samme bevæbning i en Spitfire, eftersom den havde tynde vinger og både våben og ammunitionskasse skulle placeres temmelig langt fra hinanden. Spredningen af bevæbningen var en svaghed, og i hvert fald på dette punkt var Hurricane – som også var en mere stabil skydeplatform – bedre end Spitfire. Piloterne der havde kæmpet over Frankrig havde allerede lært at få våbensmedene på basen til at 'harmonisere' maskingeværerne på et fælles træffepunkt ca. 230m (250 yards) foran flyet, i stedet for den officielle indstilling på 400 yards.
Totalt nedskød Hurricanes flere Luftwaffe fly af alle typer end Spitfire, hovedsageligt fordi der var flere Hurricanes i luften. 7 ud af 10 tyske fly der blev ødelagt under Slaget om England blev skudt ned af Hurricane piloter. Tabene var også højere i de mere talstærke Hurricane enheder. Analyser udført efter krigen viste at Spitfires "kill ratio" var marginalt bedre end Hurricanes.
De fleste Mk.I og Mk.II var bevæbnet med otte .303 Browning maskingeværer. Igennem hele slaget skete det ofte at Luftwaffe fly returnerede til basen med et antal .303 kuglehuller, men uden alvorlige skader eftersom de var forsynet med pansring på kritiske steder, og selv-forseglende brændstoftanke var blevet standard på bombefly. Adskillige Mk.I fra 19.Esk. blev udstyret med to 20-mm Hispano-Suiza maskinkanoner (liggende på siden for at få plads til magasinerne) i 1940. Denne tidlige Hispano installation viste sig at være upålidelig, eftersom kanonerne ofte kun skød et par skud - eller slet ikke - før de gik i baglås. Efter talrige klager fra piloterne blev de kanonbevæbnede Spitfires erstattet med konventionelt bevæbnede fly i september 1940. Supermarine og BSA, som licensproducerede Hispanoerne, fortsatte med at arbejde på en pålidelig kanoninstallation Et antal Mk.I bevæbnet med to kanoner og fire .303 maskingeværer blev taget i tjeneste sidst i 1940: denne version blev betegnet Mk.Ib, den rent maskingeværbevæbnede Spitfire blev herefter benævnt Mk.Ia.
Merlin III - motoren i Spitfire Mk.I havde en nominel effekt på 770 kW (1.030 hk), men fra tidligt i 1940 begyndte UK at få forsyninger af 100 oktan flyvebenzin fra USA. Dette betød at man i nødstilfælde kunne overlade motoren med et "emergency boost" på +12 psi (82,7 kPa, 0,83 bar) i op til fem minutter, hvor der stod 980 kW (1.310 hk) til rådighed for piloten ved 3.000 omdrejninger og i 2.700m (9.000 ft.) flyvehøjde. Dette forbedrede flyvehastigheden med 40 km/t (25 mph) i nulhøjde til 55 km/t (34 mph) i 3.000m (ca. 10.000 ft) flyvehøjde, og formindskede stigetiden til ønsket flyvehøjde. Den ekstra kompression var ikke skadelig for motoren, blot begrænsningerne i pilothåndbogen blev overholdt, men for en sikkerheds skyld skulle piloten rapportere anvendelsen af det ekstra boost ved landingen, hvor det blev indført i motorens logbog. Det ekstra boost stod også til rådighed i de Merlin XII der var monteret i Spitfire Mk.II.
Mellem 1. august og 31. oktober 1940 løb tabene af Spitfire op til 208 stk. gået tabt under kamp, syv ødelagt på jorden, og 42 stk. gået tabt ved havarier.

### Bf 109 og kamptaktikker
På den tid var Luftwaffes primære enmotors og ensædede jager Messerschmitt Bf 109. Spitfire havde nogle fordele der kunne hjælpe den til at vinde en dogfight, den mest iøjnefaldende var dens manøvredygtighed: Spitfire kunne dreje hurtigere og med en mindre vendekreds end Messerschmitten. Der er adskillige øjenvidneberetninger om Bf 109 - piloter der var i stand til at lave krappere drej end Spitfires, men det kan hovedsageligt tilskrives uerfarne piloter der ikke turde 'trække' deres Spitfire hårdt nok, fordi de frygtede et high-speed stall. Alt i alt var flyene særdeles tæt matchede i ydelse, og udfaldet af en luftkamp var stort set bestemt af den anvendte taktik, placering og piloternes dygtighed.
De tyske Jagdgeschwadern havde en stor fordel af en bedre taktik. Sidst i 1930erne forventede Fighter Command ikke at møde enmotors jagerfly over UK, kun bombefly. Med dette i baghovedet blev der formuleret en serie "Fighting Area Tactics" ("Kampzonetaktikker"), som anvendte manøvrer der var designet til at koncentrere en eskadrilles ildkraft for at kunne nedskyde bombefly: eftersom man ikke regnede med at skulle bekymre sig om eskortejagere, fløj RAFs jagerpiloter i tætte, V-formede grupper af tre fly("Vics" eller "Vee"). Piloterne var tvunget til at holde nøje udsyn med de andre, i stedet for at holde udkik efter fjendtlige fly. "Fighting Area Tactics" fastslog også at RAF jagerpiloter skulle åbne ild på lang afstand, som regel 274 til 365 m [300 til 400 yards} fra målet, og derefter bryde væk uden at rykke tæt på. Det var normalt at justere bevæbningen så den lavede et tæt kuglemønster på denne afstand.
Tyskerne lagde ikke skjul på deres manglende respekt for RAFs V-formationer; de kaldte dem Idiotenreihen ("idiotrækker").
Luftwaffes jagerpiloter fløj kampformationer som var blevet udviklet og poleret under den Spanske borgerkrig, og benyttede beviste principper fra 1.verdenskrig. Deres basisenhed var et par (Rotte) spredt flyvende jagere. Flyene holdt en afstand på knap tohundrede meter. En ledsager ('wingman') fulgte efter lederen til styrbord og bagude for denne, og skulle under alle omstændigheder følge lederen uanset hvad der skete. Lederen kunne frit søge efter fjendtlige fly, og kunne holde øje med sin wingmans blinde vinkler, mens ledsageren kunne holde øje med lederns blinde vinkler, bagude og nedenunder. To af disse teams blev som regel sat sammen til en 'flight' (Schwarm), hvor alle piloterne frit kunne observere hvad der foregik omkring dem. Fordi de fire 109ere fløj i spredt formation var en Schwarm svær at få øje på, i modsætning til RAFs V-formation, og alle 109'erne var i stand til at angribe, forsvare eller retirere i par, hvorimod RAFs formationer ofte blev splittet op i individuelle fly som alene var ekstremt sårbare. På grund af den reducerede risiko for kollision mellem flyene i en løs Schwarm, kunne denn stige højere og hurtigere en de tætflyvende RAF jagere, hvilket var en af grundende til at RAF-formationer ofte blev angrebet ("bounced") fra oven. Når Luftwaffe jagerenheder fløj som en eskadrille (Staffel) fløj de tre Schwärme forskudt i højde og zigzaggede frem og tilbage for hele tiden at kunne holde udkik og yde hinanden gensidig beskyttelse.
I samme øjeblik tyskerne blev i stand til at basere deres 109'ere i Pas-de-Calais-området, tæt på den Engelske Kanal, var RAFs "Fighting Area Tactics" blevet forældet. Mange af RAFs jagereskadriller, der ikke havde været i kamp over Dunkerque, erkendte kun langsomt at de ville møde denne farlige modstander over UK. Nogle RAF enheder forsøgte sig med en "weaver" (en "væver"), et enligt fly der fløj et zigzag mønster bag resten af eskadrillen, som stadig fløj i V-formation. "Weavers" blev derfor som regel de første der blev skudt ned når enheden blev "bounced" af de tyske jagere: som regel opdagede resten af enheden ikke engang at de var under angreb. RAF eskadriller, der forsømte at lære af Luftwaffe og indføre lignende taktik, led svære tab under Slaget. Ledere som f.eks. "Sailor" Malan var af uvurderlig betydning for at indføre bedre taktikker for RAF jagerene. Det var ikke nogen tilfældighed at nogle af de mest succesfulde RAF-piloter var Polakkerne, som inden krigen var blevet trænet af deres eget luftvåben til at flyve i løse formationer og gå tæt på før de åbnede ild.
Den største ulempe som mødte Bf 109 - piloterne var, at uden droptanke til langdistanceflyvning (disse blev først introduceret i ringe antal ved slutningen af Slaget) kunne en '109 kun holde sig på vingerne i lidt over en time. Når de var over England måtte 109 - piloterne holde øje med en rød lampe, der advarede om at de var på 'reservetanken'. Så snart lampen tændte var de tvunget til at flyve tilbage mod Frankrig. Med udsigten til to lange flyvninger over vand, eskorte af bombere (dette tærede hårdt på brændstoffet) plus udsigten til luftkamp, kom mange Jagdflieger til at lide af Kanalkrankheit ("Kanalsyge"), en form for kronisk stress-syndrom.

### Bf 110 og bomberne
En anden ofte mødt tysk jager var Messerschmitt Bf 110. Det var en større, tosædet og tomotors jager som var designet som langdistance "Ødelægger" (Zerstörer, i samme forstand som krigsskibstypen "Destroyer"). Selv om flyet var rimeligt hurtigt (Bf 110C opnåede 550 km/t eller 340 mph), havde en respektabel kampflyvningsradius, og var svært bevæbnet (to 20 mm MG FF/M kanoner og fire 7.92 mm MG 17 samlet i næsen, plus en enkelt 7.92 mm MG 15 til forsvar bagud) var Bf 110 kun en anelse mere manøvredygtig end de bombefly som den skulle eskortere. Imod moderne jagere som Spitfire og Hurricane led de tyske Zerstörergruppen svære tab. Efter 18. August blev færre af dem mødt over UK, fordi tabsraten oversteg produktionen af nye fly.
Af Luftwaffes fire typer bombefly, Dornier Do 17, Heinkel He 111, Junkers Ju 87 og Junkers Ju 88, var det Ju 88 der blev anset som den vanskeligste at skyde ned. For et bombefly var den manøvredygtig, og særligt uden bombelast og i lav højde var den så hurtig at en Spitfire skulle presses meget hårdt for at kunne indhente den bagfra.
He 111 var næsten 160 km/t (100 mph) langsommere end en Spitfire og var ikke nogen særlig udfordring at indhente. Det var dog stadigt en opgave at skyde flyet ned på grund af den svære pansring, selvforseglende brændstoftanke og en til stadighed opdateret defensiv bevæbning. Do 17 var også nem at indhente, men på grund af stjernemotorerne som ikke havde sårbare kølesystemer og dens selvforseglende brændstoftanke var den i stand til at udholde svære beskadigelser. Ju 87 Stuka dykbomberen blev på alle områder fuldstændigt løbet over ende af de moderne jagerfly, og efter at have lidt særdeles voldsomme tab blev alle Sturzkampfgeschwader trukket ud af Slaget.

## Den Europæiske offensiv 1941–1943
Tidligt i 1941 indledte kommandøren for 11 Group, Generalmajor (Air Vice-Marshal) Trafford Leigh-Mallory, en politik med at "læne sig fremad ind i Frankrig" Med denne nye politik blev der fløjet jagerpatruljer (kodenavn "Rhubarb", overs. "Rabarber") og eskorteflyvninger for bombefly (kodenavn "Circus" overs. "Cirkus") blev fløjet over Frankrig og andre besatte områder, med det udtrykkelige formål at fremprovokere en respons fra Luftwaffes jagerfly. Leigh Mallory blev fuldt støttet af General (Air Chief Marshal) Sir William Sholto Douglas som havde afløst Sir Hugh Dowding som kommandør for Fighter Command i november 1940. Som et resultat af Leigh-Mallorys oplevelser og eksperimenter mens han var chef for 12 Group under Slaget om England, blev RAF jager-eskadriller oftere og oftere organiseret som "Wings" af to eller flere eskadriller der fløj sammen under kommando af en Wing Leader.
Med skiftet til en offensiv taktik, havde Spitfire, Hurricane og den nye Westland Whirlwind fået det samme problem som de tyske 109-enheder havde døjet med over UK. RAF-flyenes begrænsede kamprækkevidde betød at Luftwaffe kunne engagere dem i kamp eller bryde af på deres egne betingelser, vidende at de var over 'venligt' område og med masser af flyvepladser indenfor rækkevidde hvor de kunne lande og tanke brændstof og ammunition. Nu var det RAFs jagere der skulle lave to lange flyvninger over vand, i mange tilfælde med kampskader på tilbagevejen.
Sidst i 1940 blev Luftwaffes jagerenheder udrustet med de formidable nye Messerschmitt Bf 109F-1 og F-2, som af mange af Luftwaffes piloter blev anset som de bedste af denne jagers mange varianter. F-1 og F-2 var klart overlegne overfor Spitfire Mk.I og Mk.II, og de var et tæt match med de nye Mk.V der var ved at blive taget i tjeneste. I hænderne på piloter som f.eks. Adolf Galland var det en skræmmende oplevelse at møde de nye 109'ere over Frankrig. Den 10. juli 1941, forfulgte en 109 F-2, fløjet af Hauptmann Rolf Pingel fra I./JG 26, en Short Stirling tung bomber tværs over Kanalen. Forsvarsild fra Stirlingen ramte jagerens kølesystem, og tvang Pingel til at foretage en nødlanding på en mark i nærheden af Dover. 109eren blev repareret og prøvefløjet ved Air Fighting Development Unit (AFDU) indtil den styrtede ned 20. oktober 1941. Piloten blev dræbt ved styrtet. Resultaterne af disse flyvetests bidrog til udviklingen af taktikker der kunne imødegå denne type jager.
I sammenligning med de massive bombeangreb som Luftwaffe foretog i 1939 og 1940 var RAF Bomber Commands "Circus" operationer meget små og voldte sjældent nævneværdig skade. Circuses bestod som regel af en enkelt eller højest to eskadriller Bristol Blenheims (senere benyttede man også Short Stirling) der sædvanligvis blev eskorteret af en stor og iøjnefaldende "bisværm" af fem eller flere jagereskadriller. Den primære intention var at lokke de tyske jagere i kamp, mere end at forårsage skader ved bombning. Assisteret af radar kunne Luftwaffe imødegå disse flyvninger med relativt få jagere, der frit kunne vælge om de ville optage stridigheder med eskortejagerene. Douglas Bader, som fløj en Spitfire Mk.Va, blev skudt ned og taget til fange den 9. august 1941 mens han ledte en "Wing" fra RAF Tangmere under et "Circus" raid.
En anden type operationer fløjet af Fighter Command var en "Rhubarb": jordmålsangreb i lav højde, udført af en lille gruppe jagere, og som regel under lavthængende skyer. Det viste sig at tyskernes 20 mm og 37 mm flak-kanoner med succes kunne modstå disse operationer. Den velkendte Wing Commander "Bob" Tuck blev skudt ned af en 20 mm Flakvierling 38 (2cm flak-kanon i firling-affutage) og blev taget til fange af tyske tropper den 28. januar 1942 under en "Rhubarb" flyvning. Mange andre Spitfires blev skudt ned af tyske jagere.
Omkring midten af 1941, hvor Operation Barbarossa var under forberedelse, var JG 2 og JG 26 de eneste Luftwaffe jagerenheder der modgik RAFs angreb. Begge disse enheder var hovedsageligt bemandet med erfarne og aggressive piloter, og viste sig at være i stand til at udføre et succesfuldt forsvar, i særdeleshed efter at de blev udrustet med de nye Focke-Wulf Fw 190 jagere.

### Udfordringen fra Fw 190
Introduktionen af Focke-Wulf Fw 190 på Kanalfronten sidst i 1941 kom som en komplet overraskelse for Fighter Command. Først antog man at de nye jagere med stjernemotorer var Curtiss 75-C1s som var tilegnet fra Frankrig som krigsbytte. Det blev hurtigt klart at det nye flys egenskaber med lethed overgik Spitfire Mk.V og oven i købet så ud til at være tungere bevæbnet. Det var meget lidt information tilgængelig om denne jager indtil den 23. juni 1942 hvor Oberleutnant Armin Faber fra JG 2 landede sin Fw 190A-3 på RAF Pembrey ved en fejltagelse. Ved sammenlignende flyvetests viste den nye tyske jager sig overlegen i forhold til den dengang gængse Spitfire Mk.Vb i alle aspekter, undtagen drejekreds.

Fw 190 var mindst 40 - 48 km/t(25 - 30 mph) hurtigere end Spitfire Mk.V, og kunne både stige og accelerere til kamphastighed hurtigere. Spitfire piloter der fløj over fjendtligt område brugte som standard at flyve med lavt omdrejningstal og højt kompressor 'boost' for at spare brændstof, men fandt ofte sig selv i store vanskeligheder hvis de blev opdaget af en Fw 190. Hvis de blev "bounced" mens de fløj med lav fart, kunne det tage op til to minutter at få en Spitfire op på topfart. Den eneste måde som man kunne finde for at en Spitfire kunne undvige et angreb var at flyve med høj hastighed, og gå ind i et fladt dyk for fuld gas. Hvis Fw 190'eren var blevet set i tide, kunne den blive tvunget til en langvarig og håbløs forfølgelse. Som følge af de store tab som Spitfire led, udstedte Air Tactics Department (A.T.D) en guide med de optimale motorindstillinger der burde benyttes mens man fløj over fjendtligt terriorie: et udsnit lyder: 
2. I den nuværende fase af krigen er fjenden i Frankrig udrustet med Fw 190, en jager med en fremragende stigeevne og god accelration. For at slå dette fly og undgå tab på vores side, må vores fly flyve så hurtigt som muligt så snart de er i kampzonen.
"Focke-Wulf 190 gav virkelig briterne et chok", skrev Douglas Bader i sin autobiografi Fight for the sky; "den steg og dykkede bedre end Spitfire. For første gang var tyskerne bedre flyvende end vores piloter." De var også bedre bevæbnet. I den største del af året, indtil Spitfire Mk.IX ankom, havde Fw 190 magten i luften.
Fra sidst i 1942 forsøgte man at opnå i det mindste delvis jævnbyrdighed med Fw 190, ved at nogle eskadriller fik L.F. Mk.Vb. Denne version havde en impeller med reduceret diameter i Merlin-motorens kompressor for at opnå maksimum ydelse ved lave flyvehøjder, og de ovale vingetipper blev afmonteret og erstattet med et glat endestykke for at muliggøre hurtigere rulninger. Disse fly blev af piloterne uden begejstring kaldt "clipped, cropped and clapped" ("clipped" - de afskårne vingetilpper, "cropped"- den neddrejede impeller og "clapped" - de fleste af disse fly havde set bedre dage, på engelsk "clapped out").
En tidlig Mk.IX blev prøvefløjet imod den tilfangetagne Focke-Wulf i juli 1942, og det blev fundet at flyveegenskaberne for de to fly var meget tæt på hinanden. Dog bemærkede AFDU at Fw 190 var "en smule hurtigere" ved flyvehøjder omkring 5.500 - 6.100m (18.000 – 20.000 ft.) såvel som ved 900 m (3.000 ft.) og lavere. Mk.IX havde stadigvæk en krappere drejeradius, men i dyk og rulninger var den tyske jager bedre. Det bør bemærkes at den Spitfire der indgik i testen var hæmmet af den gamle kaburatortype med flyder: majoriteten af Mk.IX var forsynet med de nye karburatorer, de kunne tåle negative g. Testresultaterne førte til en videreudvikling af Rolls-Royce Merlin 61-serie motoren; der fremkom nye versioner optimeret til maksimal ydelse ved Høj (70 serien) Medium (63) og Lav (66) flyvehøjde: dette ledte til anvendelsen af præfiksene H.F, F, og L.F som blev anvendt på versionerne Mk.VII til og med Mk.IX, afhængigt af hvilken version af motoren der var installeret, f.eks. L.F. Mk.IX.
Igennem 1941 og godt ind i 1942 fortsatte Spitfire Mk.V-enhederne med at lide svære tab, ofte uden at kunne gøre megen skade selv. Så snart Mk.IX begyndte at ankomme i tilstrækkeligt antal begyndte kampen at blive mere lige, selv om navnlig 190'erne forblev en alvorlig trussel. Hans "Assi" Hahn vandt 53 af hans 108 luftsejre imod Spitfires, og Josef "Pips" Priller vandt 68 af hans 101 sejre imod typen, hvilket gjorde ham til den højest scorende "Spitfire killer" i Luftwaffe. De fleste af disse sejre var imod Mk.V.
"Operation Jubilee", Slaget ved Dieppe den 19. August 1942, blev understøttet af 48 Spitfire eskadriller og ville vise sig at være et vendepunkt i RAFs operationer over Europa. Selv om Fighter Command hævdede at have tilføjet Luftwaffe svære tab, viste opgørelsen bagefter det stik modsatte. De Allierede mistede 106 fly, heraf 88 RAF jagere og 18 bombefly. 29 af jagerne gik tabt på grund af flak, en løb tør for brændstof, to kolliderede, og en blev et offer for egenbeskydning. Imod dette gik 48 Luftwaffe fly tabt. I disse tab var 28 bombefly, det halve af dem Dornier Do 217 fra KG 2. En af de to Jagdgeschwader's, JG 2, mistede 14 stk. Fw 190 og fik otte piloter dræbt. JG 26 mistede seks Fw 190 og deres piloter. Tabet af Spitfires nåede 70 stk. ødelagt og skadet af alle årsager. Spitfire eskadrillerne (42.Esk. med Mk.V, og 4.Esk. med Mk.IX) havde fået opgaver med jordmålsangreb, eskorteflyvning og forsøg på at opnå luftoverlegenhed ("air-superiority"), så det er ukendt hvor mange Spitfires der gik tabt i kamp med Fw 190. Luftwaffe gjorde krav på 61 af de 106 tabte RAF fly, hvilket inkluderede alle typer (JG 2 krævede 40 og JG 26 krævede 21 luftsejre).
Denne operation gav Spitfire Mk.IX dens succesfulde kampdebut, og lektionerne der blev lært af den i øvrigt katastrofale "Jubilee" ville bidrage til oprettelsen af 2nd Tactical Air Force (2 TAF). 2 TAF ville kombinere RAF jager-, jagerbomber- lette og mellemsvære bombereskadriller til en slagkraftig og effektiv supportgruppe for Hæren, og ville bidrage til den succesfulde gennemførelse af D-dag. Erfaringer, særligt fra Desert Air Force, havde vist at det mest effektive og tilpasningsdygtige værktøj for tæt luftstøtte af jordtropperne var jagerbomberen. I overensstemmelse med dette ville mange af de Spitfire eskadriller der indgik i 2 TAF senere blive overført til rollen som jagerbombere som deres primære opgave.
RAF havde tre "Eagle" eskadriller: enheder bemandet af amerikanske piloter der havde meldt sig frivilligt til RAF. Eskadrillerne blev oprettet i 1940 og var oprindeligt udrustet med Hurricanes, men skiftede til Spitfire Mk.Vb i 1941. De blev genudrustet med Spitfire Mk.IX først i september 1942, men blev nedlagt sidst i september '42 hvor personale og fly blev overført til USAAFs Eighth Air Force hvor de blev kernen af 4th Fighter Group.

### De højtflyvende bombere
Tæt ved slutningen af August 1942 begyndte Luftwaffe at angribe England med højtgående bombefly. En enhed kaldet Höhenkampfkommando der Versuchsstelle für Höhenflüge (nærmest Højdekampenheden tilhørende Forsøgsafdelingen for Højdeflyvning) var udstyret med et begrænset antal Junkers Ju 86R bombefly. Disse fly havde allerede under den Spanske Borgerkrig vist sig utilstrækkelige, men havde trykkabine og motorer der gjorde dem i stand til at operere i stor højde. Enheden var i stand til at bombe England fra mere end 12.200 m (40.000 ft.) flyvehøjde, uden indblanding fra RAF jagere eller FLAK-kanoner. Under sådan et angreb, den 28. August, blev 48 mennesker dræbt og 46 såret af en enkelt bombe der blev nedkastet over Bristol. For at imødegå denne trussel blev "High Altitude Flight" oprettet på RAF Northolt. Denne enhed benyttede et par Spitfire Mk.Vc, som blev ombygget til Mk.IX af Rolls-Royce i Hucknall-fabrikken. Flyene blev plyndret for alt der ikke var nødvendigt for at flyene kunne fungere som højtgående interceptorer, hvilket lettede dem for ca. 200kg (450 lb) hver. Den 12. september 1942 opfangede Flying Officer Emanuel Galitzine i BS273 med succes en Ju 86R ført af Fw. Horst Göetz under kommando af Leutnant Erich Sommer over Southampton i 12.500 m (41.000 ft.) flyvehøjde. Den påfølgende kamp bragte flyene op til 13.100 m (43.000 ft.) og var den højest fløjne luftkamp under krigen. Kampen fik ikke et entydigt udfald; den iskolde luft fik Spitfirens bagbords kanon til at fryse, og hver gang piloten affyrede en salve ville flyet blive drejet sidelæns af den asymmetriske rekyl og stalle. Bomberen undslap, kun med en enkelt træffer i styrbords vinge, men efter at have fundet at flyet selv i stor højde var sårbart over for angreb fra RAF, indstillede Luftwaffe forsøget og foretog ikke yderligere angreb af denne type.

### Debut: Mk.XII med Griffon motor
Den 24. februar 1943 blev den første Spitfire med Rolls-Royce Griffon motor, F. Mk.XII, accepteret til tjeneste ved RAF, og de første eksemplarer blev leveret til 41.Esk. Den første operationelle flyvning blev foretaget 3. april, og Mk.XIIs første luftsejr skete to uger senere imod en Junkers Ju 88. Den eneste anden eskadrille der modtog denne variant var 91.Esk., som fik de første nye fly fra 20. april; I denne enhed var Mk.XIIs første sejre fem Fw 190 jagerbombere fra SKG 10, som blev skudt ned mens de forsøgte et lavtgående angreb på Folkestone om aftenen den 25. Maj.
Mk.XII havde en fremragende ydelse ved lav og mellem flyvehøjde, men den faldt fra ca. 4.500 m (15.000 ft) og opefter. På trods af de tyske jageres modvilje mod at lade sig trække ind i en luftkamp i lav højde, lykkedes det for Mk.XII at få succes adskillige gange imod lavtgående jagerbombere af typerne Fw 190 og Bf 109 G, som angreb mål i og omkring UKs syd-østlige kystbyer.
I Jun 1943 flyttede 41. og 91. eskadriller, de eneste fuldt udrustet med F. Mk.XII, til RAF Westhampnett hvor Westhampnett Wing blev opstillet. Denne Wing blev først ledt af Wng Cdr. Rhys Thomas, og fra August 1943 af Wing Cdr. Raymond Harries.
Efterhånden som de amerikanske strategiske (B-17 og B-24) og mellemsvære (B-26 og A-20) bombekampagner steg i intensitet midt i 1943, betød behovet for jagereskorte at det meste af Fighter Commands Spitfire-styrker var i brug til dette formål, imens de amerikanske jagerstyrker blev opbygget til operationel status. Spitfirens begrænsede kampradius betød at RAFs support-operationer var begrænset til Nordsø - kystområderne i Belgien, det nordvestlige Frankrig og Normandiet. Efterhånden som luftkampene over det besatte Europa blev mere intensive, var det USAAF jagere som P-47, P-38 og fra tidligt i 1944 P-51 der bar byrden med at beskytte bombeflyene. Spitfire Mk.IX - eskadrillene var nødt til at afvente invasionen, før de fuldt ud kunne engagere Luftwaffe.

### Den mest succesfulde:EN398
Ud fra de bevarede optegnelser ser det ud til at den mest succesfulde individuelle Spitfire var EN398, en F. Mk.IX Udstyret med en Merlin 63 motor. Dette fly blev bygget i Chattis Hill, en "skyggefabrik" kontrolleret af Supermarine, og havde sin første flyvning den 13. februar 1943. Fem dage senere blev EN398 afleveret til 402. Esk. (RCAF) som var en del af den "wing" der var udstationeret på Kenley. Den 16. marts ankom Acting Wing Commander "Johnnie" Johnson for at overtage kommandoen over de fire Canadiske enheder på Kenley. EN398 stod stadig i en hangar, og var ved at blive afprøvet efter modtagelsen:
Jeg fandt den ansvarlige officer og sammen kikkede vi på hende, flot og skinnende i sin nye forårsbemaling af camouflagefarver. Senere tog jeg hende ud for at øve lidt luftakrobatik og for at få føling med hende, for det var første gang jeg fløj en [Mark] 9. Hun virkede meget hurtig, motoren spandt, og hun reagerede på kontrollerne som kun en fuldblods kan. Jeg besluttede at hun skulle være min, og jeg havde aldrig grund til at fortryde valget.
Som wing commander havde Johnson tilladelse til at male sine initialer, JE-J, på siden af skroget i stedet for eskadrillens normale kendingsbogstaver AE- Han fik også Spitfirens bevæbning harmoniseret på et enkelt punkt foran flyet, i stedet for at benytte det normale mønster som spredte skuddene jævnt over en cirkel med en omkreds af et par meter. Johnsons første succesfulde luftkamp i EN398 foregik den 3. april 1943, hvor han nedskød en Fw 190. I september 1943, hvor Johnson afgav kommandoen over Kenley Wing, havde han selv 12 bekræftede luftsejre over fjendtlige fly, havde yderligere fem delte sejre, havde selv beskadiget seks fjendtlige fly plus en 'delt' beskadigelse af yderligere et fly, alt sammen mens han fløj EN398.

Herudover nedskød Squadron Leader Robert "Buck" McNair en Fw 190 mens han fløj denne Spitfire den 20. juli 1943. EN398 blev til sidst solgt som skrot i oktober 1949.
Den næstmest succesfulde Spitfire var EN572 FY-H, fløjet af New Zealænderen Flt. Lt Johnny Checketts fra 611. Esk. (Biggin Hill Wing). Denne Spitfire var en Mk.Vc som blev ombygget til Mk.IX af Rolls-Royce og var forsynet med en Merlin 61; Den blev afleveret til 611 i april 1943. Checketts blev udstationeret ved 485. Esk.(NZ) i juli 1943 og overtog EN572, som fik koden OU-H. Mens han fløj EN572 skød Checketts 13 fjendtlige fly ned, plus en sandsynlig og seks beskadigede. Checketts blev selv skudt ned over Frankrig i EN572 som gik tabt den 6. september 1943, men han overlevede og det lykkedes ham at undslippe. Han returnerede til England syv uger senere.

## D-dag til VE Dag

### Normandiet: Juni – august 1944
Efter landgangen i Normandiet, forblev et antal Spitfires (både med Griffon og Merlin motorer) i UK som en del af Air Defence of Great Britain (ADGB), for at imødegå tyskernes V-1 "flyvende bombe" offensiv midt i 1944. Forsyninger af et nyt flybrændstof, kaldet "150 Grade", ankom fra USA i marts 1944 og der var en tilstrækkelig mængde til rådighed for ADGB jagerene da V-1 offensiven startede. Det nye brændstof gjorde det muligt for flyenes Rolls-Royce Merlin og Griffon motorer at køre med højere ladetryk ("boost pressure"), særligt i lav flyvehøjde, under hele anti-V-1 kampagnen.
Hovedparten af Spitfire eskadrillerne, som fra D-Dag var blevet indlemmet i Second Tactical Air Force, blev progressivt flyttet over Kanalen, hvorefter de opererede fra fremskudte flyvepladser i Normandiet, tæt bag frontlinien. Fra sidst i august 1944, efterhånden som de Allierede jordstyrker nedkæmpede de tyske styrker i Frankrig og fortsatte ind i Belgien og dele af Holland, fulgte Spitfire-enhederne fra 2 TAF med til nye flyvepladser, så de fortsat kunne yde luftstøtte. På denne tid, eftersom der var opnået luftherredømme (i modsætning til luftoverlegenhed), og i tråd med 2 TAFs doktrin om anvendelse af jagerbombere, blev de fleste af de Merlin-motoriserede Mk.IX og Mk.XVI enheder anvendt i rollen som jagerbombere. Dette betød at disse enheder hovedsageligt strejfede rundt over tysk territorie, angreb belejlige jordmål og gav taktisk flystøtte til hærenhederne. I denne rolle var der ikke så mange muligheder for at engagere Luftwaffes jagere. En bemærkelsesværdig hændelse skete den 17. juli 1944, da en Spitfire fra 602.Esk. angreb Generalfeldmarschall Erwin Rommels stabsbil. Rommel blev såret og måtte på grund af sine skader afgive kommandoen over Heeresgruppe B. Han blev afløst af Generalfeldmarschall Günther von Kluge.
En taktisk innovation der blev taget i anvendelse ved 2nd TAF var "Fluid Six"' formationen, som var blevet udviklet gennem kamperfaringer i Europa og Nordafrika. Den første anvendelse af denne taktik kan som minimum dateres tilbage til november 1941, hvor 112. Esk. anvendte formationen i Nordafrika. Denne formation "blev anset som krigens bedste jager formation". Den afløste den leder-wingman kombination der hidtil havde været anvendt; den var i stedet for baseret på tre par Spitfires som kunne yde gensidig dækning og beskyttelse. Parrene fløj 'lagdelt' i højden så et par (her: 5 & 6) fløj højere, oppe mod solen og dækkede halen af lederne (1 & 2), mens det tredje par (3 & 4) fløj lavere. Et angribende fly kunne sættes i klemme mellem to par Spitfires, uanset hvilken retning eller højde angrebet kom fra. En anden fordel ved denne formation var at når der blev opereret i eskadrillestyrke ville en flight commander være i stand til at lede seks fly fra sin egen flight, "hvorimod, med formationer af fire ville det være mere sandsynligt at der ville være en formation fra hver flight med den tredje bestående af fly fra en anden flight."
Merlin motorens vand- og glycolkølesystem viste sig, lige som på alle andre væskekølede flymotorer, at være sårbar over for småkalibret beskydning. En enkelt træffer i radiatoren eller i en af køleslangerne ville ofte være nok til at dræne kølesystemet. Dette ville efter kort tid få motoren til at sætte sig eller bryde i brand. Selv om nogen piloter klarede at vinde tilstrækkelig højde til at svæve tilbage til en fremskudt flyveplads, betød de lave flyvehøjder der normalt blev anvendt under et jordmålsangreb at let flak (op til 30 mm) nedskød de fleste af de Spitfires Mk.IX og Mk.XVI der gik tabt mens de opererede som jagerbombere. Kun 21 af de 152 stk. Spitfires der blev ødelagt eller beskadiget af alle årsager i perioden 1.–30. juni 1944 blev skudt ned af tyske jagerfly. Flyveresset Chuck Yeager hævdede at fly som Spitfire eller Mustang var uegnede til jordmålsangreb; den luftkølede stjernemotor i en Thunderbolt kunne derimod få betydelige skader og flyve videre.
Flight Lieutenant Raymond Baxter, som havde fløjet Spitfires næsten uden afbrydelse siden 1941, fløj Mk.XVI på jagerbomber-missioner mens han kommanderede 'A' Flight fra 602.Esk. og angreb V-2 affyringsramper i Holland:
Den sædvanelige styrke til at angribe disse små mål var fire til seks Spitfires, hver med enten en 500- og to 250-punds bomber, eller to 250 punds og en droptank... Når vi trængte ind i fjendtligt luftrum var det sandsynligt at vi blev engageret med målrettet ild fra de tunge 88mm flakkanoner. Men i en Spitfire var dette ikke nogen stor fare, så længe man hele tiden skiftede kurs og højde i en serie drejende dyk eller stigninger... V-2 målene blev forsvaret af let flak, så når vi nåede målområdet ville vi benytte forskellige metoder... Præcis bombning afhang af præcis flyvning under dykket... farten ville meget hurtigt stige, til et maksimum på omkring 580 km/t (360 mph) før vi slap bomberne. Når piloten estimerede at højden var ca. 915 m (3.000 ft) ville han lade sine bomber gå i en salve, og derefter løfte næsen i et 5 g pull-up for at få flyets næse op til horisontal... øvelsen gik ud på at slippe væk med høj fart i nulhøjde, så man kunne udnytte landskabet til dækning.
Ved slutningen af august var de tyske jordtropper på fuldt tilbagetog, og Jagdwaffe (Jagervåbenet) begyndte at trække sig tilbage til Tyskland for at genudruste og træne nye piloter. Hastigheden af tilbagetrækningen gjorde at 2 TAFs Spitfireenheder begyndte at finde sig selv uden for rækkevidde af fronten indtil der kunne bygges nye fremskudte flyvepladser, eller pladserne som Luftwaffe hidtil havde benyttet kunne bringes i stand igen. Som følge af dette forekom der kun i ringe grad luftkampe med Spitfires indtil midt i september, selvom der stadigt forekom tab på grund af flak.

### Spitfire "Spotters"
Under D-Dag operationerne benyttede U.S. Navy Cruiser Scouting Squadron Seven (VCS-7) Spitfires som "Spotters" (artilleriobservatører) for at supportere landbombardementer foretaget af krydsere og slagskibe tilhørende United States Navy og Royal Navy. I denne rolle blev Spitfires benyttet til at lokalisere mål og styre skibenes ild mod målene. US spottere ville normalt benytte søfly af typerne SOC Seagull eller OS2U Kingfisher, men på grund af disse flys store sårbarhed overfor jagere blev det besluttet at piloterne fra 17 Cruiser Spotter (VCS) og Battleship Observation (VO) fra krydserne Augusta (CA 31), Tuscaloosa (CA 37) og Quincy (CA 71) samt fra slagskibene Arkansas (BB 33), Texas (BB 35) og Nevada (BB 36), skulle modtage træning i at flyve RAFs Spitfire Mk.Vb og Seafire III. Denne enhed, sammen med to RAF eskadriller (26.Esk. og 63.Esk. som også fløj Spitfire Mk.Vb) og fire eskadriller fra Fleet Air Arm (No. 3 Wing: 808. Naval Air Esk., 885 Naval Air Esk., 886 Naval Air Esk. og 897 Naval Air Esk., som fløj Seafire III), forsynede flåderne med værdifulde målkoordinater og ildledelse igennem de 20 dage hvor operationerne var i gang. På selve D-Dag var alle flyene samlet i samme pulje, så alle enhederne fløj enten Spitfire eller Seafire.
Normalt ville der blive benyttet to fly; det ledende fly ville udføre opgaven som 'spotter' mens han fik dækning af en wingman, der holdt udkik efter fjendtlige fly. Normalt ville opgaven blive udført i en højde af 1.800 m (6.000 ft.), men dårligt vejr betød at der nogen gange blev fløjet i en højde af 460 - 610 m (1500–2000 ft.) eller i nogen tilfælde lavere. Der blev båret droptanke, og en flyvning kunne vare op til to timer. Møder med Luftwaffes jagere var sjældne, i alt måtte fire VCS-7 piloter undvige angreb af Bf 109 og Fw 190 jagere. Det eneste operationelle tab skyldtes Flak. Efter bombardementet af Cherbourg den 26. juni blev disse flyvninger stoppet: kampen havde flyttet sig længere ind i landet, og uden for rækkevidden af skibskanonerne. Herefter blev VCS-7 nedlagt.
Efter 20 dages kampoperationer fik piloterne fra VCS-7 tildelt i alt ni
Distinguished Flying Cross, seks Air Medals og fem Gold Stars i stedet for yderligere Air Medals.
 No. 3 Wings Seafires mødte tyske jagere ved andre lejligheder, hvilket resulterede i 3 tab og 2 luftsejre.

### September 1944 til maj 1945
I september 1944, med slutningen af anti-V1 kampagnen, blev de enheder der fløj Mk.XIV med Griffon-motorer (41. Esk., 350.Esk. og 610.Esk.) overført fra ADGB til 2 TAF og begyndte at operere fra RAF Lympne. Cirka samtidigt skiftede 322.(Holland) Esk., som var udrustet med Mk.XIV, tilbage fra disse til Spitfire Mk.IX. På septembers sidste dag blev 130.Esk. og 402.(RCAF) Esk., som også var udrustet med Mk.XIV, flyttet til flyveplads B.82, Grave. De ankom i rette tid eftersom der var brug for dem, sammen med Hawker Tempest enheder, til at imødegå raids fra Me 262 jetjagere. I december fløj de tre enheder baseret på Lympne over til kontinentet, hvor de indgik som en del af 125. Wing. Yderligere leverancer af de potente Mk.XIV ankom til jager/rekognoscerings enhederne, og i februar 1945 blev 610.Esk. nedlagt for at sikre tilstrækkeligt med fly og piloter til disse enheder. Sammen med Hawker Tempest eskadrillerne, forsynede Spitfire Mk.XIV 2 TAF med moderne jagere der kunne sikre luftoverlegenhed, hvor Spitfiren var den primære jager til stor flyvehøjde, mens Tempest opererede i lave til mellestore højder.
Den eneste fotorekognoscerings (F.R.) enhed der var udstyret med F.R. Mk.XIV var 403.(RCAF) eskadrille. Selv om deres primære formål var taktisk rekognoscering deltog enheden alligevel i jagerpatruljer, hvilket resulterede i nogle succesfulde møder med Luftwaffe fly, herunder ødelæggelsen af en Me 262.
Spitfire tog del i Reichsverteidigungs kampagnen ("Forsvaret af Riget", tyskernes forsøg på at afværge bombetogter mod Tyskland), og forsynede Avro Lancaster bombefly med jagereskorte. Der blev angrebet mål over et område fra det tysk okkuperede Holland og dybt ind i Tyskland. Noter fra Second Tactical Air Force identificerede flak og de specialiserede "flaktog" som den primære trussel i denne periode. Tyskerne havde udviklet særlige flak-togvogne for at beskytte tog med særlig værdifuld last imod luftangreb, og benyttede undertiden disse til at sætte fælder for uforsigtige Allierede jagerpiloter. Togstammerne ville blive camoufleret så de lignede sårbare og fristende mål; når de kom under angreb ville flakvognene åbnes og afsløre flakkanonerne. Dette medførte nogen tab i Spitfire enhederne.
Piloterne skule stadig holde sig for øje at de fløj over fjendtligt område, og skulle være omhyggelige med at undgå overraskelser. Den 8. december fløj 2nd TAF en patrulje over Dulmen-Munster området. Mens de angreb et tog blev de 'bounced' af omkring et dusin tyske jagere, Fw 190 og Bf 109. Flt Lt Harry Walmsley beskrev Spitfire Mk.XIVs flyveevne imod en Bf 109:
De overraskede os komplet. Jeg tror de havde været på patrulje, eller var blevet scrambled, og da de så røgen fra toget vidste de hvor vi var og angreb os fra skydækket. Spitfire XIV er definitivt bedre end en Me 109, eftersom jeg kunne lave et snævrere drej i en stejlere stigning mens jeg stadig bar droptanken!
Under dette engagement scorede Walmsley den tredje af sine 12 nedskydninger.
Spitfires blev af og til angrebet af USAAF P-51 jagere ved en fejl. Sådan en hændelse indtraf den 31. december 1944, da 610.Esk. kom under angreb. Ved at udnytte Spitfires "bemærkelsesværdige" stigeevne, var piloterne i stand til "med lethed" at undvige og undslippe Mustang jagerene. I december 1944 mistede RAF Fighter Command i alt 53 Spitfires på vestfronten af alle årsager. Kun otte af disse var ofre for fjendtlige jagere. Den 29. december nedskød Flt Lt R. J. Audet, en fransk-canadier fra 411.Esk. RCAF, tre stk. Fw 190 og to Bf 109 under en enkelt flyvning. Audet hævdede yderligere fem fly nedskudt før han selv blev skudt ned og dræbt i sin Spitfire Mk.IX den 3. marts 1945, mens han var i færd med at angribe et tog. Den 1. januar 1945 påbegyndte Luftwaffe Operation Bodenplatte. Spitfire enheder tog del i luftkampene denne dag, og ødelagde mindst 32 tyske jagerfly imod tabet af 13 Spitfires. Af disse gik syv tabt i luftkamp, resten blev beskudt på jorden.

## Fotorekognoscering
Op til 2.verdenskrig satsede RAF på Bristol Blenheim til at udføre fotorekognoscering (PR, efter det engelske udtryk "photo-reconnaissance"), endda som en sekundær funktion eftersom langdistance PR ikke blev anset som vigtig. Kortdistance PR var overladt til Westland Lysander artilleriobservationsfly tilhørende Army Cooperation Command. Ingen af disse fly havde farten eller flyvehøjden til at undgå fjendtlige jagere, og deres lette bevæbning betød at tanken om at kunne kæmpe sig vej frem til et mål for at tage billeder var en urealistisk drøm. Begge disse flytyper led store tab når de blev konfronteret med moderne jagerfly og ild fra antiluftskyts.

### Tidlige P.R. Spitfires
Kort før starten af 2.verdenskrig sendte Flying Officer Maurice Longbottom et notat til Air Ministry, i hvilket han foreslog at RAF udstyrede sig selv med små, ubevæbnede fly, som var ribbet for al unødvendig vægt og udstyret med kameraer og ekstra brændstof, med henblik på at kunne unddrage sig fjendtlige angreb med høj hastighed, stor stigeevne og stor flyvehøjde. Han tænkte primært på Spitfire som det ideelle fly. Selvom hans ideer blev modtaget med interesse, blev de lagt på hylden fordi der ikke var et tilstrækkeligt antal Spitfires der kunne frigøres fra Fighter Command.
Da de første operationer beviste sårbarheden af Blenheim og Lysander, mødte australieren Sidney Cotton i oktober 1939 Air Chief Marshal Hugh Dowding, chefen for Fighter Command, og fik ham overtalt til at frigive to Spitfires til hans enhed. Cotton var Acting Wing Commander for den nyoprettede og tophemmelige "Heston Flight". Cotton havde allerede bevist at Longbottoms teorier var rigtige ved at benytte en modificeret Lockheed 12A på hemmelige PR missioner over Tyskland.
De to Spitfires blev "Cottoniseret" ved at fjerne radioanlægget og bevæbningen, og tilføje nedadvendte F24 kameraer, udstyret med linser med 130mm (5 in.) brændvidde, i hulrummene hvor de inderste maskingeværer var fjernet. Alle revner mellem panelerne i flystellet, såvel som åbningerne i vingerne til maskingeværerne, blev fyldt ud med gips, glatslebet, overmalet med en speciel lys camouflagegrøn farve ("Camoutint Green") og poleret. Modificeret på denne måde var disse Spitfires i stand til at opnå en hastighed på over 630 km/t (390 mph).
Mens jager-versionerne af Spitfire forblev i England, blev de første PR missioner fløjet fra baser i Frankrig af Cottons enhed, som blev omdøbt til "No. 2 Camouflage Unit" ("Camouflageenhed nr.2"). Den første RAF højhastigheds og højtflyvende PR mission under krigen startede den 18. november 1939 da Flight Lieutenant "Shorty" Longbottom lettede fra Seclin og forsøgte at fotografere Aachen fra 10.000 m (33.000 ft) flyvehøjde.
Efter de indledende succeser af disse fly blev flere Mk.I Spitfires modificeret på forskellig vis, og tilpasset forskellige PR missioner. Den 17. januar 1940 blev "2 Camouflage Unit" omdøbt til "Photographic Development Unit" (PDU, "Den Fotografiske Udviklingsenhed"), og en ny PR enhed, 212.Esk., blev oprettet i Frankrig. Fem måneder senere, den 17. juni 1940, blev Sidney Cotton fyret fra RAF, for at have taget betaling for at flyve en fransk forretningsmand til UK, mens han var beskæftiget med at evakuere britiske agenter fra Paris. Året efter fik han alligevel en OBE som anderkendelse af hans bidrag til udviklingen af fotografisk rekognoscering. PDU blev udvidet, og endte med at blive kaldt 1 Photographic Reconnaissance Unit (1 PRU) i november 1940, hvor den opererede fra RAF Benson som en del af RAF Coastal Command.
Den 3. juni 1940 meldte Hauptmann Werner Mölders fra III./JG53 en enlig Spitfire skudt ned nær Paris: det er mere end sandsynligt at dette var en Spitfire tilhørende 212.Esk.
Den 13. juni 1940 angreb Flg. Off. George Patterson Christie, en canadisk pilot fra PDU, et Fiat BR.20 bombefly ud for kysten af Monaco og ved at dykke gentagne gange mod bombeflyet tvang han det til at mavelande på havet. Patterson fik tildelt et DFC for denne bedrift. Han fik også en gevaldig reprimande af Cotton for at lege jagerpilot, når det var hans primære pligt at bringe fotografierne velbeholdne tilbage.
Den 22. februar 1941, efter anmodning af Dr. R. V. Jones, tog en PRU type G Spitfire, fløjet af Flg. Off. W. K. Manifould, de første tydelige fotografier af en tysk Freya-radar. Som gengældelse for en hændelse seks dage tidligere, hvor det mislykkedes for Sgt. Parrot at bringe fotos tilbage p.gr. af voldsom flakild, beskød Manifould også radarstationen og de omliggende flakstande, hvorved han ødelagde radaren. Den 5. december 1941, igen efter anmodning af Dr. Jones, lykkedes det for en PRU Spitfire fløjet af Flt. Lt Tony Hill at fotografere en Würzburg radar fra kun 60 m (200 ft) højde ved Bruneval på den franske kyst. Dette førte direkte til Operation Biting hvor faldskærmstropper erobrede dele af radaranlægget og bortførte en af radaroperatørerne.
Det var ikke nogen let beskæftigelse at flyve PR missioner. Spitfire-piloterne fløj ofte missioner der varede syv timer eller mere; det snævre cockpit var ukomfortabelt, selv om noget af ubehaget blev afhjulpet med indførelsen af opvarmning, og senere under krigen en trykkabine. De tidlige PR Spitfires havde ingen radio, og selv i de senere versioner med radio forventedes det at piloten overholdt radiotavshed under hele flyvningen. Piloten i en højtflyvende Spitfire ville konstant kikke i spejlet for at være sikker på at hans tilstedeværelse ikke blev forrådt af en kondensstribe, og han måtte også holde konstant udkik efter fjendtlige jagere der forsøgte at afskære ham. Uden assistance fra et andet besætningsmedlem var en PR Spitfire pilot nødt til at være en god navigatør, og normalt gå ud fra et bestik. Når man var ankommet til målet der skulle fotograferes, blev der sat og holdt en præcis kurs og flyvehøjde. Selv en lille afvigelse fra kursen kunne betyde at kameraet ville ramme flere hundrede meter forbi et lille mål.
Der blev eksperimenteret med forskellige bemalinger af de tidlige PR Spitfires indtil en ensartet "PRU Blue" (en lyseblå nuance) blev benyttet til langt de fleste PR fly fra sidst i 1941. Spitfires engageret i lavtgående "dicing" missioner blev ofte malet enten komplet hvide, eller i en meget bleg "Camoutint Pink" ("Camouflage lyserød"), som var en ideel farve imod et skydække.
Lavtflyvende ("dicing", af engelsk "dicey" betydende 'farligt' og 'uforudsigeligt') missioner, sådan som dem over Bruneval Würzburg og Freya radarinstallationerne, blev som regel fløjet under et lavthængende skydække, og piloten måtte være på konstant udkig efter fjendtlige jagere og flakbatterier. Disse missioner var langt mere farlige end de højtflyvende missioner. Med høj hastighed og lav flyvehøjde var der ringe tid til at sigte med det skråtstillede kamera: et lille sort + på siden af hood'en skulle bringes overens med en lille sort stribe malet på krængeroret, og når flyet passerede målet måtte piloten estimere hvornår han skulle begynde at tage billeder. Den eneste måde hvor man kunne tage billeder med held og overleve var ved at overraske forsvarerne. Hvis dette mislykkedes havde piloten ordre til at give op og flyve hjem, og han måtte ikke overflyve det samme mål senere samme dag eller dagen efter. Lavtflyvende missioner med siderettet/skråtstillet kamera krævede fremragende timing. Kameraet sad bag pilotens sæde, og målet ville forsvinde under vingen når flyet fløj forbi. Det var lige netop når objektet dukkede op igen at billedet skulle tages. Piloten var nødt til at gætte på præcist hvornår målet ville komme i syne igen, og udløse kameraet i overensstemmelse med dette.
Det var PRU Spitfires der holdt konstant øje med de tyske slagskibe der var baseret i Brest i hele 1941 til februar 1942. Disse fly foretog også hyppige operationer over Norge.
Den første Spitfire der blev udstationeret i middelhavsområdet tilhøret 1. PRU, og ankom til Malta den 22. september 1941. Derefter blev flyet 'grounded' i de næste tre uger mens man ventede på erstatning for dets nedslidte dæk. PR Spitfires fortsatte med at operere fra Malta, enkeltvis eller i par, og ofte var det fly der blev re-allokeret på en tur til Nordafrika.
Blandt andre oversøiske udstationeringer af Spitfires, var der tre Mk.IV der blev sendt til Vaenga (Byen blev omdøbt til Severomorsk i 1951) i det nordlige Rusland. Formålet var at flyene skulle holde øje med de tyske krigsskibe mens man forsøgte at få konvoj PQ 18 igennem til Rusland. Mens flyene var stationeret dér, bar de Sovjetiske markeringer. Flyene blev senere formelt overdraget til det Sovjetiske luftvåben.

### Sene P.R. Spitfires
I 1942 stod den nye Merlin 60 med totrins kompressor til rådighed for rekognosceringsflyene. De første Spitfires med den nye motor var konverterede standard Mk.IX, som var blevet modificeret i værkstederne ved 1 PRU på RAF Heston. En af de bedst kendte operationer der blev udført af en af de ombyggede Mk.IX var at fremskaffe fotos af de fire dæmninger der skulle væltes under Operation Chastise; en P.R.Mk.IX fløjet af Flg. Off. F. D. Fray optog den berømte serie billeder af de ødelagte Möhne- og Eder-dæmninger morgenen efter angrebet.
P.R. Mk.XI var den første version af Spitfire der blev bygget specifikt til fotorekognoscering (Eng. 'photoreconnaissance' = PR), og dette fly begyndte at erstatte alle de tidligere ombygninger af Mk.I, Mk.II og Mk.V fra midt i 1943. P.R. Mk.XIII afløste P.R. Mk.VII som lavtgående taktisk-rekognosceringsfly omkring dette tidspunkt. Sidst i 1942 var de tidlige PRU-enheder blevet udvidet og var formelt opdelt i flere eskadriller, og med oprettelsen af Second Tactical Air Force (2nd TAF) i 1943 blev Army Co-operation Command nedlagt, og mange af de tilhørende enheder blev til dedikerede PR eskadriller. PR eskadrillerne, i særdeleshed dem der gjorde tjeneste udenfor UK, var selvstændige og komplette efterretningsenheder; de var ikke blot i besiddelse af flyene, de nødvendige piloter og jordpersonale, men de havde også en stor fotoenhed som kunne fremkalde de eksponerede film i mobile laboratorier næsten øjeblikkeligt efter et PR fly bar landet. Der var også foto-fortolkere, personel der kunne fremstille kopier og forstørrelser, en efterretningsenhed plus kommunikationspersonel.
Efter at Réseau AGIR (en fransk spionagegruppe) havde rapporteret konstruktionsarbejder i det besatte Frankrig i september 1943, lykkedes det for Spitfires og andre rekognosceringsfly (fra fem britiske, fem amerikanske og fire canadiske eskadriller) at fotografere V-1 affyringsramper.:113  Et foto taget af en Spitfire fra 542.Esk. den 3. oktober 1943 viste Siracourt V-1 bunkeren (bombet januar 1944), og sortie E/463 fløjet af 170.Esk. den 3. november 1943 over Bois Carré, var den første der fandt "70 - 85 m lange ski-formede bygninger". Fra oktober blev hele Nordfrankrig gennemfotograferet før starten den 5. december på "Operation Crossbow", der var rettet imod eliminering af 'skibakkerne', affyringsramperne for V-1. På trods af "Crossbow" bombningerne, blev der først opdaget camouflerede "modificerede" ramper den 26. april 1944:8  (61 af disse blev opdaget og fotograferet til og med 6. juni).:226,231  Fotos optaget 10. juni viste at disse pladser var ved at blive aktiveret, hvilket tillod at billedanalytikerne kunne forudsige at ramperne ville blive taget i brug indenfor tre døgn, og tyskerne påbegyndte ganske rigtigt affyringer af V-1 natten mellem den 12. og 13. juni 1944.

#### Kampstøtte
Under og efter D-Dag støttede PR Spitfires fra 2nd TAF de Allierede hære, hvilket inkluderede strategisk rekognoscering udført af 16.Esk. flyvende Spitfire P.R. Mk.XI i 9.100 m (30.000 ft) eller større flyvehøjde. Enhedens sekundære rolle var at udføre taktisk rekognoscering med F.R. Mk.IX i lavtgående "dicer" missioner.:29 
F.R. Mk.IX fra 16.Esk. fotograferede tyske tanks i Arnhem området umiddelbart før Operation Market Garden, og under kampene fløj F.R. Mk.IX baseret på RAF Northolt missioner for at understøtte faldskærmstropperne.:95 

## Tjeneste ved Middelhavet
Mk.Vb var den første Spitfire der blev benyttet i stort tal i oversøisk tjeneste. Den 7. marts 1942 startede 15 Mk.V med eksterne 90-gallon brændstoftanke under skrogene fra HMS Eagle ud for kysten af Algeriet, og fløj 965 km (600 miles) til Malta.
I de følgende måneder blev der sendt 275 Mk.Vb og Vc Spitfires til den belejrede ø, med hjælp fra amerikanerne som tillod at USS Wasp blev benyttet til at flyve to forsendelser Spitfires til øen. For at give tilstrækkelig opdrift til starten fra hangarskibet blev der sat trækiler i flyenes flaps, for at de kunne indstilles til en midlertidig "takeoff" indstilling. Så snart flyene nåede en rimelig flyvehøjde ville piloten åbne flaps helt, kilerne ville falde ud og flyets flaps kunne lukkes normalt. 

I "Operation Calendar" den 20. april 1942 blev der fløjet 47 Spitfires og piloter fra 601.Esk. og 603.Esk. fra Wasp til Malta. I "Operation Bowery" den 9. maj 1942 blev der fløjet yderligere 50 Spitfires fra Wasp og 14 fra Eagle. Tres af dem landede på Malta. Det lykkedes en Spitfire med en defekt ekstern brændstoftank at lande igen på Wasp, selvom den manglede en halekrog. I "Operation Style" den 3. juni blev endnu 32 Spitfires fløjet til Malta fra HMS Eagle, selv om de blev angrebet undervejs og fire blev skudt ned. Hangarskibene blev imidlertid anset som sårbare overfor angreb fra Luftwaffe mens de var til søs så fra sidst i oktober til tidligt i november blev i alt 12 stk. Spitfire Mk.Vc, hver udstyret med en enkelt stor 640-liters (170 gallons) droptank, fløjet direkte fra Gibraltar. Dette var en distance på 1.600 km (1.000 miles), og betød en flyvetid på over fem timer.
Alle disse Spitfires blev benyttet til at imødegå og efterhånden uskadeliggøre de konstante luftangreb rettet mod øen af Luftwaffe og Regia Aeronautica. Den mest succesfulde Spitfirepilot var canadieren Plt. Off. George Beurling fra 249.Esk. som nedskød 26⅓ tyske og italienske fly mellem juni og slutningen af oktober 1942.
Mange Mk.V Spitfires, der var ombygget til at medføre et par 250-lb bomber under vingerne, blev benyttet som provisoriske bombefly og angreb Sicilianske befæstninger og flyvepladser. Flyene fungerede som dykbombere, og fungerede med rimelig præcision når de udløste bomberne fra 2.100 m (7.000 feet) flyvehøjde og en optimal dykvinkel på 60 grader. Den første Spitfire der blev modificeret til at bære bomber under vingerne var den Malta-baserede Mk.Vc EP201 X-V fra 229.Esk., som i september 1942 blev ombygget til at medføre en 250 lb (113 kg) bombe under hver vinge.
For at imødegå det hovedsageligt støvede miljø, blev de udstationerede Spitfires forsynet med et stort og klodset "Vokes" luftfilter under næsen, hvilket forringede flyveegenskaberne på grund af den forøgede luftmodstand. Vokes filteret neutraliserede i praksis de mange kilos trykkraft som motorudstødningen leverede. Mk.Vb og Mk.Vc(trop) (udstyret med de store Vokes anti-sand luftfiltre) var også i tjeneste ved enheder under Desert Air Force under Felttoget i Nordafrika omkring august 1942.
Også her blev Mk.Vc'erne benyttet som taktiske jagerbombere, udrustet med deres maksimale last af 500 lb bomber. I sommeren 1942 var det Mk.Vb der gjorde tjeneste ved USAAFs 4th, 31st og 52nd Fighter Groups, og de to sidste grupper beholdt flyene i tjeneste indtil de blev afløst af Mk.VIII midt i 1943. På dette tidspunkt havde Spitfire Mk.V fået stærkere vinger og ekstra ammunition, og var begyndt at bære fire 20 mm kanoner. Mange Mk.V havde også fået det nye, mindre og lettere (knap 10 kg, 20 lb) og langt mere effektive "Aboukir" luftfilter i stedet for Vokes filteret. Det nye filter fik sit navn eftersom det var blevet 'hjemmebygget' af RAF mekanikere i Aboukir, Egypten.
Spitfire Mk.V, og senere de stærkt forbedrede Spitfire Mk.VIII med forøget rækkevidde, stod hurtigt til rådighed overalt i Nordafrika, og tjente derfor i stort tal ved RAF, Sydafrikas Luftvåben (South African Air Force, SAAF) og USAAF under kampagnerne i Sicilien og Italien.
Mk.VIII gjorde også tjeneste ved United States Army Air Force i Middelhavsområdet og Italien. 31st og 52nd Fighter Groups benyttede denne jager igennem nogen tid, indtil den i marts 1944 blev afløst af P-51B/C Mustang - et bytte der ikke vækkede begejstring ved flertallet af piloterne, som tidligere medlemmer af 31st FG beretter. Valget faldt på den amerikanske jager på grund af dens evne til at udføre eskorteflyvninger over lange distancer.
Mens de to jagergrupper fløj Spitfires, blev de tilkendt 300 nedskydninger.

### Spitfire kontra italienske jagere
I Middelhavsområdet mødte Spitfire Mk.Vc den italienske Macchi C.202 "Folgore", som var en værdig modstander. Folgore var generelt betragtet som overlegen overfor de Hawker Hurricane og Curtiss P-40 Kittyhawks som de først kæmpede imod, på den Libyske front fra november 1941, og som ligeværdig med Mk.V. Det blev hævdet at den var i stand til at dreje skarpere end alle tre, men Spitfire kunne stige hurtigere. I 1943 blev C.202 delvist erstattet af Macchi C.205 "Veltro" som var en forbedret udgave af "Folgore". Veltro var højt respekteret af både Allierede og Luftwaffes piloter. Under tjeneste viste C.205 sig ekstremt effektiv. En af de højest scorende britiske piloter fra 2.verdenskrig, Grp Capt W.G.G. Duncan Smith, DSO DFC, havde stor respekt for Macchi jagerene og udtalte: "I særdeleshed i træfninger med Macchi 205 var vi oppe imod fly der kunne dreje og dog-fighte ekstremt godt imod vores Spitfires."
Laddie Lucas kunne mindes at Reggiane Re.2001 også kunne være en vanskelig modstander for en Spitfire Mk.V, i særdeleshed hvis den blev fanget i en dogfight. Over Malta skete det at selv dygtige piloter kunne finde sig selv udmanøvreret af den adrætte italienske jager, selv om denne var langsommere og kun bevæbnet med et par "klassiske" Breda-SAFAT 12.7 mm maskingeværer.
Et andet italiensk jagerfly, Reggiane Re.2005, blev kun bygget i begrænset antal men mødte undertiden Spitfires over Sicilien. W.G.G. Duncan Smith vurderede: "Re 2005 'Sagittario' var en potent jager. Efter at have haft en dog-fight med en af dém, er jeg overbevist om at vores Spitfires ville have været hårdt presset operationelt, hvis italienerne eller tyskerne havde haft et par eskadriller af disse fly under starten af Sicilien-kampagnen eller over Malta."

## Amerikanske Spitfires
På den tid hvor Eighth Air Force begyndte at ankomme til England i 1942, blev det oprindeligt planlagt at de tilknyttede jagerstyrker skulle benytte Lockheed P-38 Lightning som højtgående langdistance jagereskorte, og Bell P-39 Airacobra skulle gøre tjeneste som eskorte for de mellemsvære bombefly der ville ankomme.
Den første P-39 enhed der ankom til England var 31st Fighter Group, men piloterne ankom før deres fly og blev fordelt på på Biggin Hill og Kenley. I mellemtiden blev de udrustet med Spitfire Mk.V. På det tidspunkt hvor 52nd Fighter Group ankom, havde RAF været i stand til at overbevise amerikanerne om at P-39 var uegnet til luftkamp over Vesteuropa. Resultatet blev at begge enheder blev udrustet med Spitfire Mk.V.
31st fik deres ilddåb den 19. august hvor de ydede luftstøtte til raid'et i Dieppe. De mistede otte Spitfires og fik syv beskadiget, med en pilot dræbt og en anden taget som krigsfange; to Fw 190 blev nedskudt, med yderligere tre sandsynlige og to beskadiget. Med dette anså man at 31st havde demonstreret deres kompetence, og blev som enhed genforenet på Westhampnett, mens 2nd og 4th Fighter Squadrons fra 52nd Fighter Group overtog deres pladser på Biggin Hill og Kenley.

### Nordafrika
Begge grupper blev overført til XII Air Force i september 1942, og sidst i september havde begge enheder forladt England for at gå i kamp i Middelhavsområdet. På den første dag af Operation Torch nedskød Major Harrison Thyng to Vichy D.520. I december og januar var 52nd Fighter Group i kamp under forsvaret af havnen i Bone. Den 13. januar 1943 nedskød 1st Lt. Norman Bolle ekspert-flyveresset (114 luftsejre) Leutnant Wilhelm Crinius fra II/JG-2. Den 4. februar svingede heldet den anden vej; 12 Spitfires fra 4th FS eskorterede en gruppe P-39 der udførte jordmålsangreb. De blev angrebet af Kurt Buhligen og Erich Rudorffer fra II/JG2, som nedskød tre Spitfires uden selv at lide tab. Igennem hele denne periode fandt amerikanerne ofte sig selv underlegne i forhold til eksperterne fra JG2 og JG77, som var blevet udsendt for at imødegå invasionen i Nordafrika.
Amerikanerne fik tilegnet sig den mere aggressive taktik som blev benyttet af RAF’s Western Desert Air Force, og den 21. marts rendte 36 Spitfires fra 31st FG ind i 17 stk. Ju-87D-3 fra III/St.G.3, eskorteret af et antal Bf 109 og Fw 190s tilhørende JG77 og JG2. Mens 307th FS holdt jagerene på afstand, nedskød 309th fire Stukas og hævdede endnu fire som 'sandsynlige', med tabet af et enkelt eget fly. Dagen efter nedskød 52nd FG 5 stk. Bf 109, to Fw 190 og to Ju 88 for et enkelt eget tab.
I løbet af april 1943 blev kaptajnerne Norman MacDonald og Arthur Vinson fra 52nd FG de første USAAF Spitfire esser. Vinson blev selv skudt ned og dræbt umiddelbart efter at han havde nedlagt sit syvende offer.
Ved Aksemagternes kapitulation i Afrika havde 52nd FG opnået 86 luftsejre, og havde fået et tredje 'es' – Lt. Sylvan Field – mens 31st FG havde 61 luftsejre og to esser, Lt Col. Thyng og Major Frank Hill. Hill blev senere krigens førende amerikanske Spitfire-es, med syv luftsejre.

### Italien
I august 1943 blev 308th FS tilhørende 31st FG – gruppens mest succesfulde eskadrille – den første USAAF der fik Spitfire Mk.VIII i tjeneste. Gruppen havde haft et beskedent antal Mk.IX i begrænset tjeneste siden den foregående april, kun med nok i hver eskadrille til at yde rygdækning for eskadrillens Spitfire Mk.Vb. De nye Spitfires kom først i kamp over Palermo i Sicilien den 8. august 1943, hvor de mødte 20 stk. Bf 109. Tre af disse blev skudt ned. Den 11. august hævdede 308th to Fw 190s og en Macchi C.205 nedskudt. Der forekom yderligere kamphandlinger over Italien sidst i september, over Salerno under Invasionen af Italien, og derefter blev det mere stille. Fremme ved december 1943 fløj de amerikanske grupper som bombereskorte i det sydlige Italien. I januar 1944 lykkedes det for den nytilkomne 1st Lt. Leland P. Molland at gennemføre de to første af hans i alt fem nedskydninger i Spitfire Mk.VIII, i kamp med Fw 190 jagere der angreb de B-25 bombefly som Spitfirerne eskorterede.
Operation Shingle, invasionen i Anzio den 22. januar 1944, fik Luftwaffe til at reagere voldsomt, og 31st FG modgik 18 Fw 190 jagerbombere over landingsstedet. Samme aften afskar Spitfires fra 2nd FS, som var blevet forflyttet til Korsika sammen med resten af 52nd FG, en gruppe på 50–60 He 111 torpedobombere fra KG26, som var undervejs fra Frankrig for at angribe invasionsflåden ud for Anzio. De fleste tyske fly blev tvunget til at kaste deres torpedoer i utide for at undslippe, og i alt syv Heinkels blev skudt ned og tre Ju 88 blev beskadiget. Dagen efter afskar 4th FS en gruppe på seks Do 217 udstyret med radiostyrede Fritz-X bomber, skød to af de tyske fly ned og spredte resten.
Fremme ved 21. marts havde 308th øget sit score til 62 nedskydninger, og 1st Lt. Richard F. Hurd var blevet det næsthøjest scorende amerikanske Spitfire 'es' med 6 luftsejre. Den 11. marts 1944 modtog 31st FG deres første P-51B Mustang. Den 24 marts blev enheden taget fra fronttjeneste for at skifte fuldt til Mustang, selv om en stor del af piloterne var af de opfattelse at de skulle omskoles til et fly med ringere egenskaber end deres Spitfire Mk.VIII og Mk.IX. Den 26 marts 1944 fløj 31st deres sidste Spitfire mission, og sammen med fire Spitfires Mk.VIII fra 308th FS overfaldt de 20 Fw 190G jagerbombere, hvoraf en blev hævdet nedskudt sammen med tre sandsynlige. Dette blev enhedens sidste luftsejre i Spitfire. Måneden efter konverterede 52nd Fighter Group ligeledes til Mustang og blev en del af den nye 15th Air Force. De sidste amerikanske Spitfire luftsejre blev tre Bf 109Gs skudt ned, ud af en gruppe på seks, efter de angreb Spitfires Mk.IX tilhørende 5th FS fra 52nd FG under eskorte af bombefly på vej til Orvieto i Italien.
Selv om USAAF havde over 600 Spitfires i tjeneste under krigen, fik flyet aldrig en amerikansk typebetegnelse, og resultaterne af 31st og 52nd Fighter Groups indsatser fik kun beskeden presseomtale. Mens de fløj Spitfires, kunne 31st FG hævde 194,5 bekræftede og 39 sandsynligvis nedskudte og 124 beskadigede fjendtlige fly; 52nd hævdede 152,33 bekræftede, 22 sandsynlige og 71 beskadigede. Tretten piloter fik status som 'es' i Spitfire.

### Eagle Squadrons
Royal Air Forces tre Eagle Squadrons var tre jagereskadriller der blev opstillet tidligt under 2.verdenskrig, bemandet med frivillige amerikanske piloter før USA trådte ind i krigen.
Efter at have hørt nyheden om Japanernes angreb på Pearl Harbor i december 1941, ønskede de fleste overlevende Eagle Squadron piloter øjeblikkeligt at blive overflyttet til US Army Air Corps. Det ville dog tage nogen tid for USAAF at få organiseret de elementer der skulle til for at føre luftkrig, og for at få disse sendt til England. Hovedkvarteret for 8th Air Force blev åbnet den 18. juni 1942 i London, med Major General Carl Spaatz som kommandør. Den 26. juni 1942 blev der oprettet flyvergrupper under 31st Fighter Group (307th, 308th, 309th FS) på luftbaserne Atcham og High Ercall i England. Disse eskadriller blev udrustet med Spitfire Mk.V, og fløj deres første mission den 17. august 1942.
Forhandlingerne om overflytningen af de eksisterende Eagle Squadrons fra RAF til USAAF var nødt til at adressere et antal problemer. Ingen af Eagle Squadron piloterne havde gjort tjeneste i USAAF og havde derfor ikke et amerikansk militært pilotcertifikat. Det blev besluttet at give dem certifikatet ved overførslen. General Spaatz ønskede - forståeligt nok - at fordele de erfarne Eagles ud over de nye amerikanske eskadriller, for at drage fuld nytte af deres indhøstede erfaringer, men de tre Eagle Squadrons ønskede selv at blive sammen som enheder. RAF ønskede en vis grad af kompensation for at miste tre frontlinje-eskadriller, som de i betydelig grad havde investeret i. Det var nødvendigt at finde en aftale mellem briterne og amerikanerne for at forsyne eskadrillerne med fly efter overførslen til USAAF, eftersom amerikanerne ikke var i besiddelse af egnede fly i 1942. En del af aftalen gik ud på at udruste de nye eskadriller med Spitfire Mk.Vb. Den 29. september 1942 blev de tre Eagle Squadrons en del af Fourth Fighter Group, USAAF som 334th(71), 335th(121) og 336th(133).

## Frankrigs luftvåben og de Frie Franske
I september 1938 fik to piloter fra det Franske luftvåben tilladelse til at flyve en Spitfire Mk.I, efter at Frankrig havde udtrykt officiel interesse i at opnå licens til at producere flyene. Air Ministry, som var midt i at opruste RAF, havde modvilje mod at udlevere Spitfires, men accepterede til sidst at aflevere tre eksemplarer til Frankrig. Senere blev dette reduceret til et enkelt eksemplar. Produktionseksemplar nr.251 blev færdigbygget som fly nr. 01 til Frankrig, og leveret med en ekstra Merlin Mk.II eller Mk.III motor til det Franske luftvåben. Flyet blev luftbårent første gang 25. Maj 1939, og blev leveret til Frankrig den 18. juli. Det var den eneste Spitfire der nogensinde blev bygget direkte til en eksportkunde, alle andre eksporterede Spitfires var ex-RAF fly.

Flyet befandt sig på flyvepladsen Orleans-Bricy ved den tyske invasion. Det skulle have været brændt, men det lykkedes for tyskerne at få fat i det.
Den 7. november 1941 blev den første 'Frie Franske' Spitfire-eskadrille, No. 340 Squadron RAF, opstillet på RAF Turnhouse i Skotland. Eskadrillen var en del af Le Groupe de Chasse IV/2 (Jagergruppe 4-2) og fik navnet "Ile de France". Der blev senere opstillet flere eskadriller. I april 1944 blev No.145 Wing, Second Tactical Air Force, sammensat af franske Spitfire-eskadriller. Denne wing dækkede D-dag, invasionen i Normandiet og fulgte de fremrykkende tropper østpå.
I Nordafrika blev de Frie Franske og de tidligere Vichy-luftvåbensenheder lagt sammen i januar 1943, og fik sine første Spitfire Mk.Vb jagere i marts '43. I december '43 overgik enhederne til Spitfire Mk.IX. I 1944 udgjorde de tre franske spitfire-eskadriller en komplet 'wing', og dækkede invasionen af Sydfrankrig samtidigt med at de fik den nye Spitfire Mk.VIII.
I alt kæmpede syv franske Spitfire-eskadriller i Vesteuropa og i Middelhavsområdet.

## Det Italienske Medkæmpende Luftvåben
Ved slutningen af 1943 havde ikke mindre end 281 italienske krigsfly, de fleste af dem ikke anvendelige til kamp, landet på Allierede flyvepladser efter at besætningen var deserteret. Besætningerne blev udstyret med allierede fly, og anvendt til transport-, eskorte-, rekognoscerings-, SAR- og jordmålsflyvninger, og nåede at udføre 11.000 flyvninger fra 1943 til 1945.
Efter træning på flyvepladsen i Canne, 12 Km syd for Termoli, afgav en RAF eskadrille med jugoslaviske piloter den 17. august 1944 53 stk. Spitfire Mk.V til de befriede Italienske styrker, Italian Co-Belligerent Air Force. 33 af flyene ville blive benyttet til fronttjeneste ved 20° Gruppo  af 51° Stormo, som dermed blev den første italienske enhed der modtog Spitfires. Deres første offensive mission blev fløjet den 23. oktober, over Albanien; ICAF-styrkerne blev aldrig indsat over Italien, da man ikke ønskede at italienske piloter skulle kæmpe mod hinanden.
Fra dette tidspunkt ville italienske Spitfires eskortere transportfly, udføre rekognosceringsflyvninger og udføre jordmålsangreb. To Spitfire V fra 20° Gruppo fløj den sidste italienske krigsindsats den 5. maj 1945, en visuel rekognoscering af Zagabria.
Den 8. maj var der 13 Spitfires (otte af dem i operationel stand) på Canne lufthavn, tilhørende 356a og 360a Squadriglia af 20° Gruppo. Yderligere to Spitfires var placeret på Frosinone lufthavn, ved Scuola Addestramento Bombardamento e Caccia.

## Spitfires i USSR
Tidligt i oktober 1942 skrev Josef Stalin til Winston Churchill, og anmodede om en hurtig leverance af Spitfires. Churchill indvilgede i at sende 150 fly, sammen med reservedele svarende til yderligere 50 fly. Leverancerne af Spitfire Mk.Vb til USSR startede i foråret 1943. Dette var den første officielle eksport af Spitfires. De fleste af disse Mk.Vb havde allerede været i ekstensiv tjeneste ved RAF. En af de første enheder der modtog Spitfire var det 36te Jagerfly Regiment, som var en del af Voyenno-Vozdushnyye Sily SSSR or VVS. De sovjetiske piloter var meget skuffet over Spitfire V's flyveegenskaber; De foretrak, og fik mere nytte ud af Bell P-39 Airacobra.
Ifølge Senior Lieutenant Anatoli Ivanov: "Vi vidste at på daværende tidspunkt havde englænderne en bedre jager, Spitfire Mk.IX, Og rygtet ville vide det var et godt fly. De fly som vores allierede havde sendt os, var af en langt ældre type ... og disse Spitfires havde været igennem en hård behandling før de blev repareret og udleveret til os ... Farten var ikke meget højere end den som I-16 kunne opnå ... De sovjetiske jagere, designet af Lavochkin og Yakovlev havde betydeligt bedre egenskaber".
I den daværende sovjetiske "frie presse" var det dog tendensen at udenlandsk bygget materiel aldrig blev omtalt som ligeværdigt med, eller bedre end hjemmebyggede produkter.
Men generelt var de sovjetiske piloter enige om at Spitfire Mk.Vb var let at flyve, og at flyet var et fremragende kompromis mellem manøvreevne og stabilitet. I denne sammenhæng var Mk.Vb bedre end Yak-1, og langt overlegen overfor LaGG-3 og MiG-3. Andre jagere kunne dykke hurtigere end Spitfire, så et forsøg på at undvige et angreb ved at dykke bort – en manøvre der virkede fint med andre flytyper – kunne have fatale følger i den britiske jager. Spitfire accelererede langsomt i et dyk på grund af den lave vingebelastning. Bevæbningen var bedre end i de sovjetiske jagere, og blev først overgået senere med fremkomsten af Yak-9T. Det står klart at problemerne med de første fly var acceptable, eftersom USSR på ingen måde protesterede over senere at få i alt 1.200 Mk.IX udleveret.
Ikke desto mindre havde Spitfire problemer med de barske forhold, som de sovjetiske forhold bød. Det smalle understel var ikke velegnet til de sovjetiske græsbelagte flyvepladser. Flyet kunne komme i en farlig sidelæns slingren når det skulle taxi'e over ujævnt terræn, hvilket nemt kunne få en vingetip til at slå imod jorden. Værre endnu, Spitfirens tyngdepunkt lå meget langt fremme, så flyet kunne meget nemt gå på næsen hvis det kørte hen over blød eller ujævn jord; flyets betjeningsvejledning forbød udtrykkeligt at der blev kørt under sådanne vilkår, medmindre der sad en mand på halen af flyet. Den store afstand mellem maskingeværerne i vingerne generede de sovjetiske piloter, eftersom bevæbningen i de sovjetiske jagere som regel var grupperet omkring motoren. Dette, og den særlige sovjetiske taktik, gjorde at piloterne havde vanskeligheder med at træffe deres mål på klods hold, eller under voldsom manøvrering under en dogfight.
De største operationelle problemer var dog at andre sovjetiske piloter og flakskytter ofte forvekslede omridset af en Spitfire med omridset af en tysk Bf.109. De 'kippede' vingetipper på en Mk.IX L.F. gjorde problemet større. Omkring 1943 blev VVS udrustet med Lavochkin La-5, Yakovlev Yak-1 og Yak-9s som var fremragende jagere i lav-til-mellem flyvehøjde, og som med deres robuste konstruktion og bredsporede understel var velegnede til at operere fra flyvepladser tæt på fronten. Spitfire Mk.IX blev herefter uundværlig som højtgående interceptor for luftforsvaret.
Så vidt det kan opgøres, fik USSR følgende Spitfires:
| Type        | Antal                               |
| ----------- | ----------------------------------- |
| Mk.Vb       | 143 stk.                            |
| P.R. Mk.IV  | 9 stk. (antallet er ikke bekræftet) |
| L.F. Mk.IX  | 1183 stk.                           |
| H.F. Mk.XI  | 2 stk.                              |
| L.F. Mk.XVI | 9 stk.                              |

## Luftwaffe Spitfires
Luftwaffe anvendte Spitfires, taget som krigsbytte, til afprøvning og til operationel træning. Der fandtes mange versioner af Supermarine Spitfire, og de udgjorde den største flåde af byttefly i Tyskland. Alle nedstyrtede eller nødlandede Spitfires blev så vidt muligt indsamlet, næsten eller helt intakte fly blev sendt på depot, ødelagte fly blev 'skrællet' for anvendelige reservedele. Der er ikke fundet dokumentation for at flyene blev anvendt i kamp.
Det tyske 'es' Heinz Bär sagde "Kvaliteten af Spitfire behøver selvfølgelig ikke at blive uddybet. De skød mig ned én gang og tvang mig til mindst seks nødlandinger".
Hans kollega esset Günther Rall, som testfløj erobrede versioner af stort set alle de bedste allierede jagere, hævdede at han foretrak Spitfire. Dette var en udbredt følelse blandt Luftwaffes jagerpiloter, som betragtede Spitfire som deres farligste modstander. Nogle af de flyvedygtige fly blev anvendt i Zirkus Rosarius – 2.Staffel Versuchsverband Oberkommando der Luftwaffe. Fly tildelt denne enhed blev benyttet til kamptræning, og for at udvikle nye metoder til brug under dogfights. Spitfires der blev benyttet i Zirkus Rosarius blev efterudrustet med radiotelefoner af typerne FuG 7 eller FuG 7a for bedre kommunikation mellem instruktør og elev. Mindst en Spitfire Mk.V fik en ny motor, en DB-601, i efteråret 1942.
Tyskerne erobrede mange Spitfires der kunne gøres flyvedygtige efter mindre reparationer. De følgende fly har alle været i dokumenteret anvendelse ved Luftwaffe:
- Spitfire Mk.Ia, X4260, tilhørende No.603 squadron blev skudt ned syd for Calais den 16. maj 1940, og blev senere afprøvet af Fritz Wendel.
- Spitfire P.R. Ib, P9331. Nødlandede den 7. juni 1940 på Reims/Champagne flyvepladsen under et mislykket forsøg på at fotografere Maastricht-Liege jernbanelinien. Dette var den første P.R. Spitfire taget som bytte.
- Spitfire Mk.Ia, N3277, tilhørende No.234 Sqn. Nødlandede nær Cherbourg den 15. august 1940. Flyet blev repareret og testet på Rechlin flyveplads, med den tyske markering 5+2. Senere blev flyet afprøvet af Luftwaffe jagerenheder i Frankrig, sidst af JG.26 på Orleans-Bricy i marts 1943.
- Spitfire Mk.Ia, P9317, tilhørende No.222 Sqn. Nødlandede på Le Touquet flyveplads den 1. juni 1940. Den blev fløjet som "G-X" i en propagandafilm, baseret i Kolberg.
- Spitfire P.R. Mk.Ia, P9331, tilhørende No.212 Sqn. Nødlandede nær Reims den 7. juni 1940. Den blev repareret og fløjet til Rechlin, markeret som 2+I.
- Spitfire Mk.Ia, K9791, returnerede ikke fra en mission over Ruhr den 17. august 1940. Den erobrede Spitfire blev udstillet sammen med andet allieret militært udstyr i "Sejren I Vest"-udstillingen i Wien henimod slutningen af 1940.
- Spitfire Mk.Ia, X4260, tilhørende No. 603 Sqn. Nødlandedet nær Calais den 6. september 1940. Flyet blev repareret og testet af 2/JG.54. Senere blev det fløjet til Messerschmitt-fabrikken og bar markeringen 4+5.
- Spitfire P.R. C (P.R. III), X4385, tilhørende No.l PRU nødlandede efter brændstofproblemer ved Deelen airfield, Holland, den 22. september 1941.[182] Flyet blev repareret og fløjet til Rechlin.
- Spitfire Mk.Ia, ukendt serienummer og forsynet med tysk markering 5+2, blev benyttet til sammenlignende flyvetests med Bf 109 og Fw 190 ved 5/JG.2 i oktober 1942. En anden ukendt Spitfire, markeret 3+9, blev benyttet af 5/JG.2 i april 1943.
- Spitfire Mk.Vb, EN830, tilhørende No.131 Sqn nødlandede på Jersey den 18. november 1942. Den blev fløjet til Messerschmitt-fabrikken hvor den fik installeret et 24-volts elektrisk anlæg og en DB605A motor. Flyet blev markeret CJ+ZY. Flyet blev benyttet til sammenlignende afprøvning sammen med en a Bf 109G i 1943. Senere blev motoren udskiftet til en DB601A.
- Spitfire P.R.X1, EN685, tilhørende No.542 Sqn nødlandede den 13. maj 1944 i Tyskland. Flyet blev repareret og sat i tjeneste ved 'Zirkus Rosarius, med markeringen T9+EK.
- Spitfire L.F. Mk.IXc, MK698, tilhørende No.412 Sqn nødlandede nær Wachtendonk (Krefeld) den 5. december 1944. Flyet blev send til Zirkus Rosarius.
- Supermarine Spitfire P.R. Mk.XI MB945, T9+BB. Sat i tjeneste ved Versuchsverband Ob.d.L.[183]

## Asien og Stillehavsområdet
I Fjernøsten fandt Spitfire en værdig modstander i A6M "Zero" langdistance jageren, der ligesom de fleste andre japanske jagere udmærkede sig ved en særdeles høj manøvreevne. "RAF-piloterne var trænet i metoder der fungerede glimrende imod Tysk og Italiensk materiel, men som var selvmorderisk imod de akrobatiske Japanere", som Lt.Gen. Claire Lee Chennault bemærkede. De var ikke så hurtige som en Spitfire, men en Zero kunne med lethed dreje krappere end en Spitfire, kunne stige og vinde højde i en meget stejl vinkel, og kunne være luftbåren i tre gange så lang tid. For at bekæmpe en Zero, blev Spitfire-piloterne nødt til at benytte en "angrib og stik af" taktik, benytte deres overlegne fart og dykkeevne og undgå klassiske dogfights.

### Det Sydvestlige Stillehav
Royal Australian Air Force, Royal Indian Air Force og RAF benyttede også Spitfires imod Japanske styrker under Stillehavskrigen. De første Spitfires i Fjernøsten var to fotorekognosceringsfly (P.R. IV) der opererede fra Indiske flyvepladser fra oktober 1942.
En serie Japanske luftangreb i det nordlige Australien fremskyndede sidst i 1942 opstillingen af No. 1 Wing RAAF, som bestod af No. 54 Squadron RAF, No. 452 Squadron RAAF og No. 457 Squadron RAAF, under kommando af Wing Commander Clive Caldwell og udrustet med Spitfire Vc(trop). Wing'en ankom til Darwin i februar 1943, og var i konstant kamp indtil september. Mk.Vc flyene som RAAF havde modtaget viste sig upålidelige og havde, i hvert fald til at starte med, en relativt høj tabsrate. Dette var på grund af adskillige faktorer, herunder piloternes uerfarenhed, overdrejede motorer som følge af olietab fra propellens reduktionsgear og bladindstilling (dette problem blev løst ved at benytte en mere sejtflydende olie), og den almindelige praksis med at dræne den glycol-baserede kølervæske fra motorerne før forsendelsen med skib, hvilket resulterede i intern korrosion af Merlin-motorerne.[kilde mangler]
Endnu en grund til de indledende høje tab var Spitfires relativt korte flyvetid: de fleste flyvninger foregik over de store havområder mellem Australien, Ny Guinea og Timor. Selv udstyret med droptanke kunne Spitfire ikke flyve for langt bort fra basen uden at risikere at løbe tør for brændstof over vandet. Som følge af dette måtte flyene stige så hurtigt som muligt, når et angreb blev opdaget, for at komme i en fordelagtig position. I det som regel varme og fugtige klima betød dette at Merlin-motorerne ofte blev overophedede, endda ofte før jagerene nåede at komme i kamp. Oven i købet var flyene udstyret med de store Vokes luftfiltre til tropebrug, og disse reducerede yderligere motorydelsen. I et forsøg på at afhjælpe problemet blev tropefiltrene fjernet fra et antal Spitfires, og erstattet med standard luftindtag og de normale slanke motordæksler - disse blev fremstillet lokalt i basens værksteder. Eksperimentet var en fiasko, og flyene fik omgående deres tropefiltre igen.
Mange af de Australske og Britiske piloter der fløj i 1.Wing var erfarne kampveteraner, nogle havde fløjet P-40 i Desert Air Force i Nordafrika, og andre havde fløjet Spitfires over Europa. De var vant til at kunne udmanøvrere deres modstandere, og var chokerede over at opdage at de Zeroer de nu kæmpede imod var mere manøvredygtige end Spitfire. Adskillige Spitfires gik tabt før piloterne lærte at undgå en manøvre-dogfight med de japanske jagere. På trods af disse problemer var Spitfire ræsonabelt succesfulde, og var ind i mellem i stand til at fange japanernes Mitsubishi Ki-46 rekognosceringsfly, som ellers fløj højt og hurtigt nok til at undgå at blive afskåret.
De første af i alt 410 stk. Spitfire Mk.VIII begyndte at afløse Mk.Vc fra oktober 1943, men kom kun i begrænset omfang til at se luftkamp. Omkring midten af 1943 havde den japanske flådes svære tab i kampene ved Salomonøerne og Ny Guinea ført til at det japanske luftvåben ikke kunne opretholde sine angreb på det nordlige Australien.
Andre enheder i det Sydvestlige Stillehav-området, udrustet med Spitfire, inkluderede No. 79 Squadron RAAF, No. 85 Squadron RAAF, No. 548 Squadron RAF og No. 549 Squadron RAF.
Politik spillede også en rolle; den militære leder for området, den kontroversielle general Douglas MacArthur ønskede ikke at australiere eller andre ikke-amerikanere tog del i hans triumfale tilbagevenden til Filippinerne.[kilde mangler] Som en følge af dette, blev RAAFs Spitfire Mk.V og Mk.VIII som jagerbombere i stigende grad anvendt til at "rense ud" i de store lommer af japanske styrker der stadig var på Ny Guinea, og nogle af de australske enheder kom overhovedet ikke i kamp. De australske piloter fandt denne situation intolerabel og fandt at denne politik var et spild af indsats og menneskeliv, i særdeleshed fordi mange af dem var erfarne og kamphærdede. Ved slutningen af Stillehavskrigen var No. 80 (Fighter) Wing baseret på Morotai Øen i Molukkerne, hvorfra de assisterede australske jordtropper i Borneo. Det var her at "Morotai mytteriet" fandt sted; en gruppe piloter indgav deres opsigelser, fordi de kun blev benyttet til uvigtige jordmålsangreb. En regeringskommission frikendte mytteristerne og gav dem ret.

### Indien og Burma
I det Sydøstasiatiske område nåede de første Spitfire Mk.Vc frem til tre eskadriller ved Indien-Burma fronten i november 1943. Spitfire-piloterne mødte japanerne første gang Anden Juledag 1943. Et par Spitfires fløjet af Flying Officer Geoffrey William Andrews og Flight Sergeant Harry B. Chatfield angreb en formation af japanske fly over Chittagong. Andrews nedskød en jager og et bombefly, og beskadigede en bomber mere, mens Chatfield skød endnu to fly ned. Nytårsaftens dag 1943 nedskød Royal Australian Air Force Spitfires i alt elleve stk. japanske bombefly og tre jagere. Churchill komplimenterede den australske eskadrille for deres fremragende indsats.
Fra februar 1944 begyndte disse fly at blive erstattet af de første Mk.VIII. Sidst i februar spillede de en hovedrolle i at forhindre den japanske Ha-Go offensiv i at lykkes; offensiven var et forsøg på at isolere og nedkæmpe de britisk-indiske divisioner i Arakan provinsen i Burma. De Allierede havde til hensigt at luftforsyne omringede enheder med transportfly (i særdeleshed med C-47) men under de tidlige stadier af det japanske angreb, tvang et stort antal jagerfly fra det japanske Luftvåben (IJAAF), baseret på flyvepladsen på Akyab-øen, de allierede transportfly til at vende om i utide. Tre eskadriller Spitfires der opererede fra nyanlagte flyvepladser omkring Chittagong opnåede luftherredømme over kampzonen efter adskillige dages kampe med Ki-43 "Oscars" og Ki-44 "Tojos". Femogtres japanske fly blev hævdet nedskudt eller beskadiget mod tabet af tre Spitfires. De Allierede var herefter i stand til at nedkaste forsyninger med faldskærm til de isolerede fremskudte enheder, og den japanske offensiv blev bremset, med svære tab på japansk side.
Det var Spitfires der sikrede at de Allierede vandt og fastholdt luftherredømmet under slagene om Kohima og Imphal i den første halvdel af 1944, under hvilke det japanske forsøg på at nedkæmpe British Fourteenth Army og invadere Indien blev forpurret. I 1945, da de Allierede startede offensiver ind i Burma, var japanerne ikke i stand til at udfordre de Allieredes luftherredømme. Spitfires deltog også i det sidste større slag som involverede de vestlige allierede – No. 607 Squadron og No. 273 Squadron som fløj Mk.VIII bevæbnet med 500-punds bomber hjalp med at forhindre det japanske udbrudsforsøg ved Sittang Bend i juli og først i august 1945.

## Tjeneste efter krigen
Efter den 2.verdenskrig forblev Spitfire i tjeneste ved mange luftvåben verden rundt. Den primære udenlandske bruger var Frankrigs Armée de l'Air Der bestilte mere end 500 Supermarine jagere af typerne Mk.V, Mk.VIII, Mk.IX og Mk.XVI. Andre store brugere var Det hollandske luftvåben, som modtog 76 Mk.IX; Tyrkiet, som anskaffede 273; Grækenland fik 242. Det Belgiske Luftvåben modtog 134 Mk.XIV plus 69 Mk.IX og Mk.XVI. Indiens Luftvåben modtog 159 Spitfires og Aeronautica Italiana anskaffede 140 stk. Mk.IX. Sydrhodesias Luftvåben modtog 22 stk. Spitfire Mk.XXIIs fra RAFs overskudslagre i 1951.
Og i Danmark fik det nyoprettede Flyvevåbnet 38 stk. H.F. Mk.IXe og 3 stk. P.R. Mk.XI.

### Europa
Umiddelbart efter slutningen af 2.verdenskrig, udrustede Det Svenske Flyvevåben en fotorekognoscerings - wing, F 11 i Nyköping lige syd for Stockholm, med i alt 50 stk. Mk.XIX, som i Sverige fik navnet S 31. Adskillige S 31 foto-missioner sidst i 1940ne medførte grove krænkelser af Sovjetisk og, i mindst et tilfælde, Finsk luftrum under forsøget på at dokumentere aktiviteter i det Sovjetiske luftvåbens og flådes installationer i det Baltiske område og på Kola-halvøen. På daværende tidspunkt var der ingen sovjetiske jagerfly der var i stand til at nå S 31s operationelle flyvehøjde. Ingen svenske fly gik tabt under disse hemmelige missioner. Ikke desto mindre var det sovjetiske luftforsvar blevet så effektivt tidligt i 1950'erne, at det var nødvendigt at indstille flyvningerne. S 31 blev erstattet af det tidlige jetfly SAAB S 29C midt i 1950'erne.
Det Norske luftvåben modtog 71 stk. Mk.IX, og benyttede også Spitfires til fotorekognoscering indtil slutningen af 1940'ne.
Under den græske borgerkrig spillede Spitfire en stor rolle, først fløjet af RAF og SAAF i oktober–december 1944, og derefter af Grækenlands Luftvåben der modtog i alt 242 stk. Supermarine fly fra 1946 til slutningen af krigen i august 1949.
Af de 77 stk. Mk.IX der blev solgt til Tjekkoslovakiet i 1945, og som var i tjeneste der til 1951, blev et stort antal solgt til Israel i 1948–49.
Italiens Luftvåben havde otte flyvedygtige Mk.V ved slutningen af 2.verdenskrig. Disse blev suppleret med i alt 145 Mk.IX, leveret i to 'pakker' med 60 og 85 fly. Spitfire trådte i tjeneste ved 51° og 5° Stormo (wing) hvor de fløj rekognosceringsmissioner over Balkan-området, samarbejdede med den Italienske hær, og fløj som defensivt luftforsvar. Flyet var vellidt blandt piloterne, og Spitfires deltog i adskillige væddeløb og konkurrencer , heriblandt Zerbinati Trophy. Italienske P-51 og Spitfires deltog i 'handicap' løb hvor P-51 fik et minuts handicap for hastighed, og Spitfire fik et tilsvarende handicap for stigeevne. Spitfire Mk.IX forblev i tjeneste indtil 1950–1952 hvor 30 af de brugte fly blev afhændet til Israels Luftvåben. Til slut blev disse tidligere italienske fly sendt til Burma i 1954–55. Nu om dage bliver en enkelt eks-italiensk Spitfire Mk.IX, MM4084, udstillet i Vigna di Valle, Rom.

### Mellemøsten
Spitfire var sidst i luftkamp under den Arabisk-Israelske krig i 1948 hvor skæbnen ville at Spitfires fra Israels Luftvåben (IAF) fløjet af tidligere RAF-piloter som f.eks. Ezer Weizman engagerede Spitfires fra Det Egyptiske Luftvåben og Royal Air Force, de eneste kendte "Spitfire mod Spitfire" kampe. I alt 59 stk. Spitfire Mk.IX var blevet indkøbt af Israel i en kontroversiel handel med Tjekkoslovakiet, mens 37 stk. Mk.IX var blevet købt af Egypten fra RAF's overskudslagre.
Den 22. maj 1948 over Israel, skete der en unik hændelse i Spitfirens operationelle historie, da tre samtidige brugere kom i konflikt med hinanden. På denne dato angreb fem Egyptiske Mk.IX ved en fejltagelse RAF-basen ved Ramat David, som blev benyttet af 32 og 208 Squadrons. Egypterne ødelagde et antal Mk.XVIII på jorden, men de overlevende Spitfires lettede og skød fire af de Egyptiske fly ned. En af RAF piloterne var Geoff Cooper som senere på året blev skudt ned af den amerikanske pilot Chalmers Goodlin, der fløj en Israelsk Mk.IX. Den 21. oktober skød IAF Spitfires en Egyptisk Spitfire ned og beskadigede to andre. Under disse kamphandlinger var det den canadiske pilot Jack Doyle, der fløj for IAFs 101 Squadron, der udførte den første luftsejr nogensinde for IAF.
I krigens sidste luftkamp, den 7. januar 1949, angreb to IAF Spitfires fire af RAFs Mk.XVIII Spitfires tilhørende 208 Squadron efter at en tidligere flyvning af RAF Spitfires angiveligt havde overskredet Israels sydlige grænse. IAF hævdede at have ødelagt tre Mk.XVIII, og endnu en blev skudt ned af flak. Senere på dagen blev også en Hawker Tempest Mk.V skudt ned, og piloten blev dræbt. To RAF piloter var blevet dræbt, en alvorligt såret, og endnu to taget som krigsfanger af Israelerne. Den sårede RAF-pilot fik en god lægelig behandling, men på trods af dette fremkaldte kamphandlingerne en følelse af "lamslået forfærdelse" i RAFs rækker, og var årsagen til betydelige spændinger mellem Israelske styrker og RAFs piloter indtil krigen officielt sluttede i juli 1949.

### Sydasien
Der var Spitfires i tjeneste ved Indiens Luftvåben under den Indisk-Pakistanske krig 1947 hvor de blev sat ind imod invaderende stammefolk i Kashmir-provinsen. Flyene forblev i tjeneste i Indien indtil 1957.
Omkring 30 af de Spitfire Mk.IX som Israel købte fra Tjekkoslovakiet i 1948–49 blev solgt videre til Burmas Luftvåben i 1954–55, hvor de kom i selskab med tre Mk.XVIII indkøbt fra det britiske Air Command South-East Asia og 20 stk. Seafire Mk.XV, som blev købt direkte fra Vickers-Armstrong i 1952. Flyene blev benyttet til at bekæmpe oprørere og beskyde kommunistiske stillinger i den nordlige del af landet, efter at en borgerkrig havde afløst kampene mellem briter og japanere. De lokale Spitfire-piloter havde en exceptionel høj ulykkesfrekvens. På trods af dette forblev flyene i tjeneste til mindst 1954, men det vides ikke med sikkerhed hvornår de sidste Spitfires og Seafires udgik.

### Krigen i Fransk Indokina
Armée de l'Air og Aéronavale i Fransk Indokina modtog en eskadrille Spitfire Mk.VIII da RAF forlod Tan Son Nhut i 1946. Disse fly blev suppleret med 12 stk. Spitfire L.F. Mk.IX udsendt fra Europa i 1947. Under begyndelsen af den Indokinesiske krig havde franskmændene cirka 60 Spitfires til deres rådighed, men flyene gjorde dårlig fyldest til at udføre tæt luftstøtte, og havde generelt en lav rådighedsprocent.

### Oprøret i Malaya: den sidste offensiv
RAF Spitfires baseret i Fjernøsten kom i kamp under oprøret i Malaya. Den 16. juni 1948 myrdede soldater fra Malayas Kommunistiske Parti (MCP) tre briter fra gummiplantagerne ved Sungai Siput, Perak, hvorpå Storbritannien erklærede undtagelsestilstand. Den 6. juli angreb Spitfire Mk.XVIII fra 81 Squadron en MCP-lejr med raketter. De mest intensive angreb på fjendtlige mål forekom sidst i 1949; den 21. oktober fløj RAF Spitfires og Seafires fra 800 RNAS i alt 62 sorties. De 16 Spitfires fra de to eskadriller baseret i Singapore fløj i alt cirka 1.800 missioner imod kommunistiske stillinger. Den 1. januar 1951 fløj RAF Spitfires deres sidste offensive sortie: det var fire Mk.XVIII tilhørende 60 Squadron, ført af Grp.Capt. Wilfrid Duncan Smith, i et jordmålsangreb nær Kota Tinggi.

### Private fly
Et bemærkelsesværdigt eksemplar var den privat ejede LV-NMZ, registreret i Argentina. Det var en P.R. Mk.XI, PL-972, købt af James Elwyn Storey og hans bror Jack, for at foretage luftfotografering for Argentinas regering. Brødrene gjorde begge tjeneste i RAF under 2.verdenskrig. James fløj sin Spitfire fra Bournemouth på den engelske sydkyst til Gibraltar, videre til Dakar i Senegal, fra Dakar til Natal i Brasilien, derfra til Rio de Janeiro, Porto Alegre og til sidst Buenos Aires. Ved hjælp af eksterne vingetanke og en droptank under skroget, satte han to rekorder: en for den største mængde brændstof som en Spitfire nogen sinde havde medbragt, og en for den længste distance udfløjet af en Spitfire, Dakar-til-Natal strækningen på cirka 3.010 km (1.870 miles).
Der er i øjeblikket omkring 50 Spitfires i flyvedygtig stand, et antal der hele tiden ændrer sig efterhånden som flere fly bliver restaureret til flyvedygtig stand og andre lider havarier eller bliver afmeldt for at gennemgå yderligere restauration. Et voksende antal firmaer, baseret i UK, Frankrig, Australien, Canada og USA, fremstiller nedskalerede replica Spitfires med motorer omkring 650 hk eller med Chevrolets V-8 motorer, eller med Japanske V-6 motorer. Der findes endda fuldskala replicaer, motoriseret med 1.200 hk Allison V-12, som giver flyene særdeles respektable flyveegenskaber.
Enkelte luftvåben havde Spitfires i tjeneste et godt stykke ind i 1960erne.[kilde mangler]

### Citater
1. 1 2  Price 2002, p. 35.
2. ↑  McKinstry 2007, p. 3.
3. ↑  Sims 1972, p. 89.
4. ↑  McKinstry 2007, p. 6.
5. ↑  McKinstry 2007, p. 261.
6. ↑  Price 1991, p. 10.
7. ↑  Glancey 2006, pp. 140–141.
8. ↑  Price 2002, pp. 70–72.
9. 1 2  Price 2002, p. 73.
10. ↑  Glancey 2006, p. 64.
11. ↑  Price 1996, p. 10.
12. ↑  Price 1999, p. 35.
13. ↑  Cull 1999, p. 100.
14. ↑  Sims 1972, pp. 108–111.
15. ↑  Deere 1974, pp. 48–53.
16. 1 2  Price 2002, p. 95.
17. ↑  Price 2002, p. 77.
18. ↑  Price 1996, pp. 14–15.
19. ↑  Price 1996, p. 15.
20. 1 2  Price 1996, p. 16.
21. ↑  Ramsay 1989, p. 4.
22. ↑  Price 1996, pp. 18–39.
23. 1 2  Williams and Gustin 2003, p. 93.
24. ↑  Glancey 2006, p. 65.
25. ↑  Price 2002, p. 72.
26. 1 2  Price 2002, p. 78.
27. ↑  Price 2002, p. 80.
28. ↑  Wood and Dempster 1990, p. 87.
29. ↑  "Minutes of Oil Policy Committee meetings." National Archives AVIA 10/282, 2. april, 18. maj, 7. august 1940. Hentet 15. juni 2009.
30. ↑  Harvey-Bailey 1995, p. 155.
31. ↑  Price 1996, p. 19.
32. ↑  Morgan and Shacklady 2000, pp. 55–56.
33. ↑  Air Ministry 1940, Section 1, para vii "Combat concessions".
34. ↑  Air Ministry 1940/1972 p. 13 "1. Engine Data Merlin XII, para iii "engine limitations".
35. ↑  Delve 2007, p. 50.
36. 1 2  Green 1980, p. 70.
37. ↑  Spick 1983, p. 59.
38. 1 2 3  Bungay 2000, pp. 249–250, 258, 260–262.
39. 1 2 3  Sims 1972, p. 92.
40. ↑  Price 1996, p. 55.
41. ↑  Bungay 2000, pp. 174–175.
42. ↑  Price 1980, pp. 13–15.
43. ↑  Weal 1999, pp. 50–51.
44. ↑  Price 1980, pp. 6–9.
45. ↑  Price 1996, p. 56.
46. ↑  Sarkar 1995
47. ↑  Green 1980, pp. 86–87.
48. ↑  Delve 2007, p. 69.
49. ↑  Caldwell 1991, pp. 90–91.
50. ↑  Price 1991, pp. 50–54.
51. ↑  Price 1991, p. 53.
52. ↑  Price 1996, pp. 41, 62, 91.
53. ↑  Caldwell 1991, p. 96.
54. ↑  Price 1991, p. 57.
55. ↑  Sarkar 1995, pp. 119–121.
56. ↑  Quill 1983, p. 193.
57. 1 2 3  Price 2002, pp. 143–144.
58. 1 2  Price 1991, p. 192.
59. ↑  Glancey 2006, p. 152.
60. ↑  Price 2002, pp. 139–140, 144–145.
61. 1 2  Price 1997
62. 1 2  Price 2002, p. 169.
63. ↑  Delve 2007, p. 80.
64. ↑  Price 2002, p. 154.
65. ↑  Franks 1998, pp. 56–62.
66. 1 2  Weal 1996, p. 26.
67. ↑  Franks 1998, p. 56–62.
68. ↑  Delve 2007, p. 73.
69. 1 2  Shores and Thomas 2004, pp. 12–16.
70. ↑  Price 1991, pp. 76–83.
71. ↑  Ramsay 1990, pp. 158–161.
72. ↑  Luftwaffe attacks on Bristol Hentet 14. juli 2008.
73. ↑  Price 1995, p. 12.
74. ↑  Delve 2007, p. 79.
75. ↑  Price 1995, pp. 12–13.
76. ↑  Price 2002, p. 153.
77. ↑  Thomas 2008, pp. 6–7.
78. ↑  Thomas 2008, pp. 11–12.
79. ↑  Price 2002, pp. 191–192.
80. ↑  Price 2002, p. 190.
81. ↑  Thomas 2008, p. 86.
82. ↑  Price 1995, pp. 52–54.
83. 1 2 3  Price 2002, p. 157.
84. ↑  Price 1995, pp. 34, 89.
85. ↑  Price 2002, p. 156.
86. ↑  Price 2002, pp. 156–157.
87. ↑  Price 2002, pp. 158–159.
88. ↑  Price 1995, pp. 46, 95.
89. ↑  Price 2002, p. 163.
90. ↑  Price 2002, p. 165.
91. ↑  Spitfire production EN490-EN800 Arkiveret 19. februar 2012 hos  Wayback Machine Retrieved: 16 October 2009.
92. ↑  Morris 2000, pp. 127–128.
93. ↑  Price 1995, pp. 48, 96.
94. ↑  Price 1991, pp. 116–17.
95. ↑  Price 1996, p. 67.
96. ↑  Shores and Thomas 2005, pp. 278, 295.
97. ↑  Delve 2007, p. 99.
98. ↑  Delve 2007, p. 89.
99. ↑  Shores 1975, p. 406.
100. 1 2  Shores and Thomas 2008, p. 583.
101. ↑  Thomas and Shores 1988, pp. 202–211.
102. ↑  Price 1991, pp. 112–115.
103. ↑  Franks 1998, pp. 40–62.
104. ↑  Price 1991, pp. 126–131.
105. ↑  Shores and Thomas 2005, pp. 278, 294.
106. ↑  Naval Aviation News, May–June, pp. 30–35.
107. ↑  VCS-7 Arkiveret 26. marts 2010 hos  Wayback Machine Hentet 2. februar 2008.
108. ↑  Price 1991, pp. 108–112.
109. 1 2  Naval Aviation News, May–June 1994, p. 32.
110. 1 2 3  Naval Aviation News, May–June 1994, p. 33.
111. ↑  Brown, David (1973). The Seafire. Ian Allan Ltd. Appendix Three. ISBN 0-7110-0343-2.
112. ↑  Shores and Thomas 2005, p. 297.
113. ↑  Shores and Thomas 2005, p. 298.
114. ↑  Thomas 1988, p. 121.
115. ↑  Price, Wings of Fame 1999, p. 52.
116. ↑  Shores and Thomas 2005, pp. 352, 366–367, 379–380.
117. ↑  Caldwell and Muller 2007, pp. 257–258.
118. ↑  Delve 2007, p. 98.
119. ↑  Thomas 2008, p. 31.
120. ↑  Thomas 2008, p. 32.
121. ↑  Thomas 2008, pp. 41–42.
122. ↑  Franks 2000, pp. 120–129.
123. ↑  Shores and Thomas 2005, pp. 371–373.
124. ↑  Manhro and Putz 2004, pp. 276–284.
125. ↑  Manhro and Putz 2004, p. 290.
126. ↑  Franks 1998, pp. 130–132.
127. 1 2  Price 2002, p. 93.
128. ↑  Matusiak 2007, pp. 4–5.
129. ↑  Matusiak 2007, p. 5.
130. ↑  Matusiak 2007, p. 6.
131. ↑  Watson, Jeff. "Picture-perfect spy." Arkiveret 7. august 2008 hos  Wayback Machine Air Force, The Official Newspaper of the Royal Australian Air Force. Hentet 14. maj 2009.
132. ↑  Matusiak 2007, p. 8.
133. ↑  Matusiak 2007, p. 9.
134. ↑  "G. P. Christie." Arkiveret 10. februar 2012 hos  Wayback Machine acesofww2.com. Hentet 22. februar 2008.
135. ↑  Matusiak 2007, p. 13.
136. ↑  Jones 1979, p. 251.
137. ↑  Price 1991, p. 61.
138. ↑  Jones 1979, p. 294.
139. ↑  Matusiak 2007, pp. 5, 6, 12, 15.
140. ↑  Matusiak 2007, p. 12.
141. ↑  Price 2002, pp. 96–103.
142. ↑  Matusiak 2007, pp. 12–13.
143. ↑  Jones 1978, Chapter Twenty-Six: Würzburg.
144. ↑  Price 2002, pp. 100–106.
145. 1 2  Shores et al. 1991
146. ↑  Price 1986, p. 154.
147. 1 2  Price 1991, pp. 184–185.
148. ↑  Smallwood 1996, pp. 29–34.
149. ↑  Ordway 1979, pp. 113–114, 117.
150. ↑  "542 Squadron history." RAF. Hentet 11. marts 2010.
151. 1 2  "The V-Weapons." Arkiveret 26. december 2007 hos  Wayback Machine After The Battle, 1974, p. 3.
152. ↑  Jones 1979, p. 300e (hardbound edition).
153. ↑  Irving 1964, pp. 20, 58.
154. ↑  Gurney 1962, p. 184.
155. ↑  Smallwood 1996
156. ↑  Smallwood 1996, pp. 29–33, 95.
157. ↑  Glancey 2006, pp. 102–103.
158. ↑  Cull 2005, pp. 56–58.
159. ↑  Cull 2005, pp. 96–99.
160. ↑  Cull 2005, p. 149.
161. ↑  Glancey 2006, p. 102.
162. ↑  Glancey 2006, p. 103.
163. ↑  Shores et al. 1991, p. 650.
164. ↑  Glancey 2006, pp. 103–104.
165. ↑  Cull 2005, pp. 372, 380.
166. ↑  "31st FG History." 31stfightergroup.com. Hentet 3. februar 2008.
167. ↑  Glancey 2006, pp. 152–154.
168. ↑  Duncan Smith 1981, p. 151.
169. ↑  Lucas 1993, pp. 251–252.
170. ↑  Duncan Smith 1981, p. 173.
171. 1 2 3  Russian GPW aviation Hentet 7. september 2008.
172. ↑  [[[:en:No. 340 Squadron RAF|No. 340 Squadron RAF]] "No.340 Squadron RAF"]. Hentet 26. april 2021. {{cite web}}: Tjek |url= (hjælp)
173. ↑  [[[:en:Italian Co-belligerent Air Force|Italian Co-belligerent Air Force]] "Italian Co-belligerent Air Force"]. Hentet 26. april 2021. {{cite web}}: Tjek |url= (hjælp)
174. 1 2  Gueli 1998, pp. 4–14.
175. ↑  "Dimensione Cielo Aerei Italiani nella 2a Guerra Mondiale." Caccia Assalto. Roma: Edizioni Bizzarri, 1972.
176. ↑  Yefim 2008, p. 495.
177. ↑  Morgan 1999, p. 53.
178. 1 2  Price 2002, p. 140.
179. ↑  Yefim 2008, p. 498.
180. ↑  Yefim 2008, p. 497.
181. ↑  Rymaszewski, Michael (juli 1994). "Playing Your Aces". Computer Gaming World: 101-105.
182. ↑  X4385, aviation-safety.net, hentet 1. maj 2021.
183. ↑  Thomas and Ketely 2003, p. 141.
184. ↑  Smith 2015, pp. 146–149.
185. ↑  Spick 1997, p. 165.
186. ↑  "ADF Aircraft Serial Numbers." Arkiveret 15. december 2018 hos  Wayback Machine adf-serials.com. Hentet 3. februar 2008.
187. ↑  Morison 1958, p. 256
188. ↑  "Spitfire V in Combat." historyofwar.org. Hentet 5. februar 2008.
189. ↑  Price 1995, p. 79.
190. ↑  Price 1995, pp. 79–81.
191. ↑  Glancey 2006, pp. 121–122.
192. ↑  Allen, Louis (1984). Burma: The longest War. Dent. s. 178. ISBN 0-460-02474-4.
193. ↑  Price and Spick 2003
194. ↑  Schrøder, Hans (1991). "Royal Danish Airforce". Ed. Kay S. Nielsen. Tøjhusmuseet, 1991, p. 1–64. ISBN 87-89022-24-6.
195. ↑  Aeroflight: Denmark Arkiveret 25. maj 2017 hos  Wayback Machine Besøgt 08. august 2020
196. ↑  Danmarks Flymuseum Besøgt 08. august 2020
197. 1 2  Andersson, Lennart and Leif Hellström. Bortom Horisonten: Svensk Flygspaning mot Sovjetunionen 1946–1952. Stockholm: Freddy Stenboms förlag, 2002. ISBN 978-91-7243-015-0.
198. 1 2  Price and Spick 2003, p. 68.
199. 1 2  Glancey 2006, p. 134.
200. ↑  Delve 2007, p. 161.
201. 1 2  McKinstry 2007, p. 377.
202. ↑  Delve 2007, p. 166.
203. 1 2  Glancey 2006, p. 131.
204. ↑  Pascoe-Watson, John Laughter-silvered wings 2009 pp70-74 ISBN 9781907235010 OCLC 796273904
205. ↑  McKinstry 2007, p. 378.
206. ↑  Singh, Polly. “Lord Let Thy Servant go in Peace Now." Arkiveret 6. december 2007 hos  Wayback Machine
207. ↑  Price Wings of Fame 1999, p. 82.
208. ↑  Price Wings of Fame 1999, p. 84.
209. ↑  Thomas 2008, pp. 84–85.
210. ↑  Glancey 2006, p. 210.

#### Bøger om Spitfire
- Air Ministry. A.P 1565 Spifire IA and IB Aeroplanes: Merlin II and III engines, Pilot's Notes. London: Air Ministry, 1940.
- Air Ministry. A.P 1565B Spifire IIA and IIB Aeroplanes: Merlin XII Engine, Pilot's Notes (July 1940). London: Air Data Publications, 1972 (reprint). ISBN 0-85979-043-6.
- Bader, Douglas. Fight for the Sky: The Story of the Spitfire and Hurricane. London: Cassell Military Books, 2004. ISBN 0-304-35674-3.
- Cull, Brian with Fredrick Galea. Spitfires Over Malta: The Epic Air Battles of 1942. London: Grub Street, 2005. ISBN 1-904943-30-6.
- Deere, Alan C. Nine Lives. London: Coronet books, Hodder Paberbacks Ltd, 1974. ISBN 0-340-01441-5.
- Delve, Ken. The Story of the Spitfire: An Operational and Combat History. London: Greenhill books, 2007. ISBN 978-1-85367-725-0.
- Duncan Smith, Wilfred G. (Grp Capt ret.). Spitfire into Battle. Feltham, Middlesex, UK: Hamlyn Paperbacks, 1981. ISBN 0-7195-3831-9.
- Glancey, Jonathan. Spitfire: The Illustrated Biography. London: Atlantic Books, 2006. ISBN 978-1-84354-528-6.
- Gueli, Marco. "Spitfire con Coccarde Italiane (Spitfire in Italian Service)." (in Italian) Storia Militare n.62, november 1998.
- Harvey-Bailey, A. The Merlin in Perspective: The Combat Years. Derby, UK: Rolls-Royce Heritage Trust, 1995 (4th edition). ISBN 1-872922-06-6.
- Holmes, Tony. Spitfire vs Bf 109: Battle of Britain. London: Osprey Aerospace, 2007. ISBN 978-1-84603-190-8.
- Jones, Reginald Victor. "Chapter Twenty-Six: Würzburg." Most Secret War: British Scientific Intelligence 1939–1945. London: Hamish Hamilton, 1979, First edition 1978. ISBN 0-241-89746-7.
- Laird, Malcolm and Steve Mackenzie. Spitfire the ANZACS: The RAF through Colonial Eyes. Wellington, NZ: Ventura Publications, 1997. ISBN 0-9583594-1-5.
- Matusiak, Wojtek. Merlin PR Spitfires; Classic Warbirds No.10. Wellington, New Zealand: Ventura Publications, 2007. ISBN 0-9582296-2-7
- McKinstry, Leo. Spitfire – Portrait of a Legend. London: John Murray, 2007. ISBN 0-7195-6874-9.
- Morgan, Eric B. and Edward Shacklady. Spitfire: The History. Stamford: Key Books, 2000. ISBN 0-946219-48-6.
- Morris, Gerard S. Spitfire, the New Zealand Story. Auckland, New Zealand: Reed Books, 2000. ISBN 0-7900-0696-0.
- Price, Alfred. Late Marque Spitfire Aces 1942–1945. Oxford, UK: Osprey Publishing, 1995. ISBN 1-85532-575-6.
- Price, Alfred. Spitfire: A Complete Fighting History. Enderby, Leicester, UK: The Promotional Reprint Company Limited, 1991. ISBN 1-85648-015-1.
- Price, Alfred. Spitfire Mark I/II Aces 1939–41. London: Osprey Aerospace, 1996. ISBN 1-85532-627-2.
- Price, Alfred. Spitfire Mark V Aces 1941–45. London: Osprey Aerospace, 1997. ISBN 1-85532-635-3.
- Price, Alfred. "Supermarine Spitfire (Griffon-engined variants and Seafire)" Wings of Fame, Volume 16. London: Aerospace, 1999, pp. 30–85. ISBN 1-86184-037-3.
- Price, Alfred. "Supermarine Spitfire (Merlin-engined variants)". Wings of Fame, Volume 9. London: Aerospace, 1997. pp. 30–93. ISBN 1-86184-001-2.
- Price, Alfred. The Spitfire Story. London: Arms and Armour Press Limited, 1986. ISBN 0-85368-861-3
- Price, Alfred. The Spitfire Story: Revised second edition. Enderby, Leicester, UK: Siverdale Books, 2002. ISBN 9781856057028.
- Quill, Jeffrey. Spitfire: A Test Pilot’s Story. London: Arrow Books, 1983. ISBN 0-09-937020-4.
- Scutts, Jerry.  Spitfire in action. Carrollton, Texas: Squadron/Signal Publications, 1980. ISBN 0-89747-092-3.
- Smallwood, Hugh. Spitfire in Blue. London: Osprey Aerospace, 1996. ISBN 1-85532-615-9.
- Thomas, Andrew. Griffon Spitfire Aces: Aircraft of the Aces 81. London: Osprey Aerospace, 2008. ISBN 978-1846032981.

#### Bøger om andre flytyper
- Arena, Nino. Macchi 205 "Veltro" (på Italiensk). Modena: Mucchi Editore, 1994.
- Donald, David. Warplanes of the Luftwaffe: Combat Aircraft of Hitler's Luftwaffe 1939–1945. New York: Barnes & Noble Books, 2000. ISBN 0-7607-2283-8.
- Green, William. Messerschmitt Bf 109: The Augsburg Eagle; A Documentary History. London: Macdonald and Jane's Publishing Group Ltd., 1980. ISBN 0-7106-0005-4.
- Mason, Francis K. Messerschmitt Bf 109B, C, D, E in Luftwaffe & Foreign service. London: Osprey Publishing Limited, 1973. ISBN 0-85045-152-3.
- Shores, Christopher and Brian Cull with Nicola Malizia. Malta: The Spitfire Year. London: Grub Street, 1991. ISBN 0-948817-16-X.
- Snadden, Russ. Black 6: The Extraordinary Restoration of a Messerschmitt Bf 109. Somerset, UK: Patrick Stephens Limited, 1993. ISBN 1-85260-425-5.
- Thomas, Chris and Christopher Shores.The Typhoon and Tempest Story. London: Arms & Armour Press, 1988. ISBN 978-0853688785.
- Weal, John. Messerschmitt Bf 110 Zerstōrer Aces of World War 2. Botley, Oxford UK: Osprey Publishing, 1999. ISBN 1-85532-753-8.
- Weal, John. Focke-Wulf Fw 190 Aces of the Western Front. London: Osprey, 1996. ISBN 978-1-85532-595-1.

Bøger om andre emner, ikke direkte relateret til Spitfire
- Babington Smith, Constance. Evidence in Camera: New edited edition. London: The History Press Ltd, 2004. ISBN 0-7509-3648-7.
- Bungay, Stephen. The Most Dangerous Enemy: A History of the Battle of Britain. London: Aurum Press, 2000. ISBN 1-85410-721-6 (hardcover), ISBN 1-85410-801-8 (paperback 2002).
- Caldwell, Donald L. JG 26: Top Guns of the Luftwaffe. New York: Ballantine Books, 1991. ISBN 0-8041-1050-6.
- Caldwell, Donald L.; Muller, Richard R. (2007). The Luftwaffe over Germany: Defense of the Reich. London, UK: Greenhill Books. ISBN 978-1-85367-712-0.
- Clostermann, Pierre. The Big Show.. London, Cassel Military Paperbacks, 2005. ISBN 0-304-36624-2.
- Collier, Basil. The Battle of the V-Weapons, 1944–1945. Yorkshire, UK: The Emfield Press, 1976, first edition 1964. ISBN 0-7057-0070-4.
- Cull, Brian, Bruce Lander and Heinrich Weis. Twelve Days in May: The Air Battle for Northern France and the Low Countries, 10–21 May 1940. London: Grub Street, 1999. ISBN 1-902304-12-8.
- "Dimensione Cielo Aerei Italiani nella 2 Guerra Mondiale. (in Italian)" Caccia Assalto. Roma: Edizioni Bizzarri, 1972.
- Franks, Norman L. R. Royal Air Force Losses of the Second World War. Volume 2. Operational Losses: Aircraft and crews 1942–1943. London: Midland Publishing Limited, 1998. ISBN 1-85780-075-3.
- Franks, Norman L. R. Royal Air Force Losses of the Second World War. Volume 3. Operational Losses: Aircraft and crews 1944–1945 (Incorporating Air Defence Great Britain and 2nd TAF. London: Midland Publishing Limited, 1998. ISBN 1-85780-093-1.
- Gordon, Yefim. Soviet Air Power in World War 2. Hinckley, Kent, UK: Midland /Allan Publishing, 2008. ISBN 978-1-85780-304-4.
- Gurney, Gene (Major, USAF). The War in the Air: A Pictorial History of World War II Air Forces in Combat. New York: Bonanza Books, 1962
- Hill, Steven D. "Invasion! Fortress Europe: Naval aviation in France, Summer 1944." Naval Aviation News, May–June 1994.
- Irving, David. The Mare's Nest. London: William Kimber and Co, 1964.
- Lucas, Laddie. Malta The Thorn in Rommel's Aide. London: Penguin Books, 1993. ISBN 978-0-14-017808-1.
- Manrho, John and Ron Putz. Bodenplatte: The Luftwaffe's Last Hope–The Attack on Allied Airfields, New Year's Day 1945. Ottringham, UK: Hikoki Publications, 2004. ISBN 1-902109-40-6.
- Middlebrook, Martin. The Peenemünde Raid: The Night of 17–18 August 1943. New York: Bobs-Merrill, 1982. ISBN 978-0-14-014668-4.
- Morgan, Hugh. Gli assi Sovietici della Seconda guerra mondiale. (in Italian) Edizioni del Prado/Osprey Aviation, 1999. ISBN 84-8372-203-8.
- Morison, Samuel Eliot (1958). Breaking the Bismarcks Barrier. History of United States Naval Operations in World War II. Vol. Volume 6. Castle Books. ISBN 0-7858-1307-1. {{cite book}}: |volume= har ekstra tekst (hjælp)
- Neulen, Hans Werner. In the Skies of Europe: Air Forces Allied to the Luftwaffe 1939–1945. Ramsbury, Marlborough, UK: The Crowood Press, 2000. ISBN 1-86126-799-1.
- Ordway, Frederick and Mitchell Sharpe. The Rocket Team (Apogee Books Space Series #36). New York: Thomas Y. Crowell, 1979. ISBN 978-0-262-65013-7
- Price, Alfred. Battle of Britain: The Hardest Day, 18 August 1940. New York: Charles Scribner's Sons, 1980. ISBN 978-1-68416-503-2.
- Price, Alfred and Mike Spick. Aerei della Seconda Guerra Mondiale (in Italian). Santarcangelo di Romagna, Italy: Rusconi Libri, 2003. ISBN 88-18-01335-1.
- Ramsay, Winston, ed. The Battle of Britain Then and Now: Volume V. London: Battle of Britain Prints International Ltd, 1989. ISBN 0-900913-46-0.
- Ramsay, Winston, ed. The Blitz Then and Now: Volume 3. London: Battle of Britain Prints International Ltd, 1990. ISBN 0-900913-58-4.
- Sarkar, Dilip. A Few of the Many: Air War 1939–45. St Peters, Worcestershire, UK: Ramrod Publications, 1995. ISBN 0-9519832-3-7.
- Shores, Christopher, Hans Ring and William N. Hess. Fighters Over Tunisia. London: Neville Spearman Limited, 1975. ISBN 0-85435-210-4.
- Sims, Edward H.  Fighter Tactics and Strategy 1914–1970. Fallbrook, California: Aero Publishers, 1972. ISBN 0-8168-8795-0.
- Shores, Christopher and Chris Thomas. 2nd Tactical Air Force. Volume II: Breakout to Bodenplatte; July 1944 to January 1945. Hersham, UK: Ian Allan Publishing, 2005. ISBN 1-903223-41-5.
- Shores, Christopher and Chris Thomas. 2nd Tactical Air Force. Volume III: From the Rhine to Victory: January to May 1945. Hersham, UK: Ian Allan Publishing, 2006. ISBN 1-903223-60-1.
- Shores, Christopher and Chris Thomas. Second Tactical Air Force Volume Four: Squadrons, Camouflage and Markings, Weapons and Tactics 1943–1945. Hersham, Surrey, UK: Ian Allan Publishing Ltd., 2008. ISBN 978-1906537012
- Spick, Mike. Fighter Pilot Tactics. Cambridge, UK: Patrick Stephens, 1983. ISBN 0-85059-617-3.
- Thomas, Geoffrey J. and Barry Ketley. KG 200: The Luftwaffe's Most Secret Unit. Crowborough, UK: Hikoki Publications, 2003. ISBN 1-902109-33-3.
- Tzahor, Zeev. "The 1949 Air Clash between the Israeli Air Force and the RAF". Journal of Contemporary History, Vol. 28, No. 1, January 1993, pp. 75–101
- Williams, Anthony G. and Emmanual Gustin. Flying Guns World War II. London: Airlife Publishing Limited, 2003. ISBN 1-84037-227-3.
- Wood, Derek and Derek Dempster. "The Narrow Margin: The Battle of Britain and the Rise of Air Power" London: Tri-Service Press, third revised edition, 1990. ISBN 1-85488-027-6.

## Eksterne links
- Pacific Spitfires – The Supermarine Spitfire in RAAF Service
- The Spitfire Site Arkiveret 17. august 2020 hos  Wayback Machine
- The Spitfire Society
- The Spitfire Society – Eastern Wing
- Alan Le Marinel hosts Supermarine Spitfire
- Spitfire Performance Testing Arkiveret 26. november 2013 hos  Wayback Machine
- "The Defence of Malta (1942)", Combat History of the Supermarine Spitfire, Spitfire site.
- Spitfire/Seafire Serial Numbers, production contracts and aircraft histories
- The Supermarine Spitfire in Indian Air Force Service
- Spitfires over the Kuban Arkiveret 5. juli 2017 hos  Wayback Machine
- Spitfire Mk VIII
- Mk XVI Temora Aviation Museum side
- Examples of Photographic Reconnaissance Spitfires